# Brazilië
Brazilië, officieel de Federale Republiek Brazilië of Federatieve Republiek Brazilië (Portugees: República Federativa do Brasil; IPA: [bɾaˈziw]), is een land in Zuid-Amerika grenzend aan Frans-Guyana, Suriname, Guyana, Venezuela, Colombia, Peru, Bolivia, Paraguay, Argentinië, Uruguay en de Atlantische Oceaan. Brasilia is de hoofdstad, São Paulo de grootste stad in het land.
Brazilië is met 8,5 miljoen km² het grootste land van Zuid-Amerika, het beslaat bijna de helft van dit continent. Het is bovendien het vijfde grootste land ter wereld, alleen Rusland, Canada, de Verenigde Staten en China zijn groter. Met meer dan 212 miljoen inwoners is het daarnaast het zevende land gemeten naar bevolkingsomvang.
De oorspronkelijke bevolking van Brazilië bestond uit indianen die de tropische kuststrook, het Paraná-, São Francisco- en het Amazonebekken bewoonden. De kolonisatie van Brazilië begon in 1500 met de komst van zeevaarder Pedro Álvares Cabral, die Brazilië tot Portugese kolonie uitriep. De Braziliaanse noordkust viel in de 17e eeuw enige tijd onder Nederlands koloniaal bestuur. De Portugese Kroon breidde haar heerschappij echter gestaag uit en in 1808 verhuisde de Portugese hofhouding van Lissabon naar Rio de Janeiro. Brazilië werd vervolgens de spil in het Verenigd Koninkrijk van Portugal, Brazilië en de Algarve en verklaarde zich in 1822 onafhankelijk. De verbinding met het Portugese vorstenhuis bleef nog enkele decennia behouden in het Keizerrijk Brazilië, maar werd met de Proclamatie van de Republiek in 1889 definitief verbroken. Afwisselende democratische en autocratische regeringen volgden elkaar op tot in de jaren 80 van de twintigste eeuw. De Braziliaanse grondwet omschrijft het land als een democratische federale republiek.
Brazilië is medeoprichter van de Verenigde Naties, de G20, Mercosur, de Organisatie van Amerikaanse Staten en de BRICS. De Braziliaanse economie, de op zeven na grootste ter wereld, is een gemengde economie met een belangrijke rol voor de nationale ontwikkelingsbank en (in het verleden) importsubstitutie. Grondstoffen, landbouwproducten (zoals koffie en soja) en een omvangrijke maakindustrie (die onder meer kleding, auto's en vliegtuigen produceert) behoren tot de belangrijkste sectoren. Tegelijkertijd wordt Brazilië gekenmerkt door extreme inkomensongelijkheid.

## Geschiedenis
Al minstens 10.000 jaar voor Christus waren het Amazonebekken, het Paranábekken, het São Franciscobekken en de kustgebieden van Brazilië bewoond door indianen. Er waren op den duur honderden indianenstammen die in een paar grotere etnische groepen zijn onder te verdelen, met als voornaamste de Guaraní, de Tupi en de Ge.
In het Amazonegebied had je ook Arowakken en Cariben.

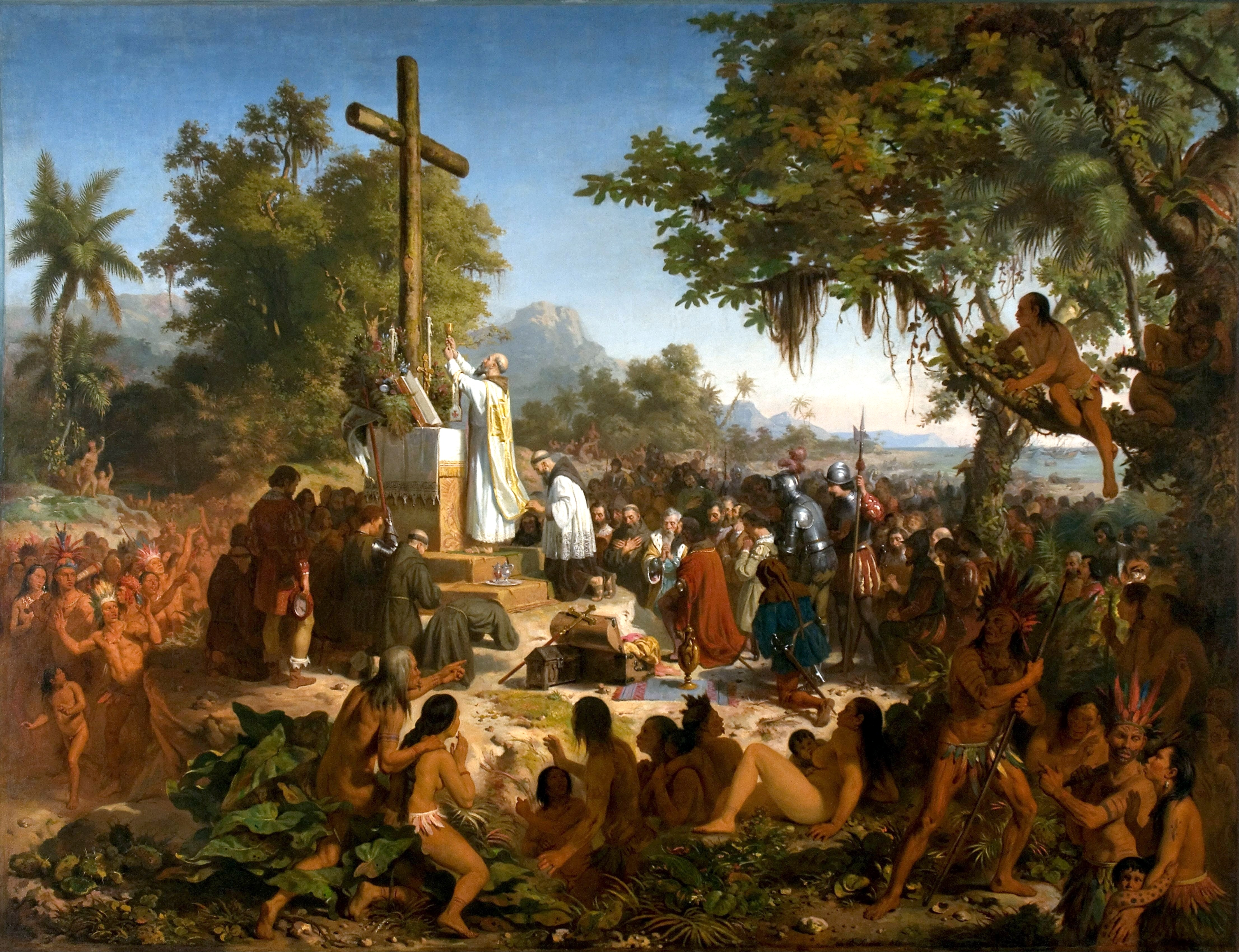
De eerste christelijke mis in Brazilië (Victor Meirelles, 1861)

In 1500 eiste de Portugese zeevaarder Pedro Álvares Cabral in het huidige Porto Seguro de Braziliaanse kusten op voor de Portugese Kroon. Aanvankelijk wilde geen enkele Portugees zich daar vestigen, omdat er geen edele metalen of kostbare kruiden te vinden waren. Portugal stuurde er daarom gevangenen naar toe.
Vanaf 1530 kwam de kolonisatie op gang en werden in Bahia en Pernambuco de eerste suikerplantages gesticht. Met de komst van de Markies van Pombal in de 18e eeuw werd het Portugese gezag verstevigd. Zo werd het Portugees in Brazilië de officiële taal (voorheen waren inheemse talen zoals het Tupi en het Guaraní nog wijdverbreid en werden zelfs gesproken door vele Europese kolonisten) en werden de jezuïeten die de indianen beschermden verbannen.
Van 1630 tot 1654 werden de Braziliaanse bezittingen van de Portugese Kroon gedeeltelijk ingelijfd door de Republiek der Zeven Verenigde Nederlanden. De verschillende gouverneurs van de kolonie trachtten zo veel mogelijk immigranten naar het gebied, officieel Nieuw Holland genaamd, te lokken, met gematigd succes. Uiteindelijk werden de Nederlanders in 1654 uit het gebied verdreven door de Portugezen.
In 1807 vluchtte het Portugees koninklijk huis, onder leiding van de latere koning Johan VI, voor het leger van Napoleon naar Brazilië, dat toen nog steeds een kolonie van Portugal was. Vanaf dat moment werd Rio de Janeiro de facto de hoofdstad van het Portugese rijk. Omdat Portugal, dat voorheen het handelsmonopolie op Brazilië had gehad, bezet was door de Fransen, moesten de Braziliaanse havens geopend worden voor buitenlandse (Engelse) schepen teneinde een isolement te voorkomen. In deze periode werd Rio de Janeiro een machtscentrum van belang, werd de Nationale Bibliotheek opgericht en werden de eerste Braziliaanse opleidingen voor hoger onderwijs, voorlopers van de latere universiteiten, gesticht.

Onafhankelijkheid of de Dood (Pedro Américo): Peter I roept de Braziliaanse onafhankelijkheid uit

Toen Johan VI in 1821 terugkeerde naar Portugal, bleef zijn zoon Peter als regent achter in Brazilië. Deze riep in 1822 de onafhankelijkheid uit en liet zichzelf tot keizer Peter I kronen. Drie jaar later werd de onafhankelijkheid door Portugal erkend. In 1831 werd keizer Peter I opgevolgd door Peter II.
In 1888 werd de slavernij afgeschaft en in 1889 bracht de nieuwe elite van koffiebaronnen de monarchie ten val, ze stelden een federale republiek in. Tot 1930 werd de Braziliaanse regering gedomineerd door rurale grootgrondbezitters. In de jaren 30 werd echter, onder een door Getúlio Vargas geleide militaire regering, een begin gemaakt met de industrialisering. Na het aftreden van Vargas in 1945 begon een proces van democratisering, dat echter in 1964 abrupt ten einde kwam doordat militairen opnieuw de macht grepen.
In 1984 vond er een geleidelijke overgang naar een burgerregering plaats, waardoor er weer ruimte kwam voor een verdere uitbouw van een democratische traditie in Brazilië. In 2002 kwam er voor het eerst een linkse regering aan de macht, onder leiding van de voormalige vakbondsleider Lula.
De onafhankelijkheid van het land wordt jaarlijks gevierd op 7 september, wat geldt als de Nationale Feestdag. In 2022 betrof dit de 200ste verjaardag van de Onafhankelijkheid van Brazilië.
Het proces van onafhankelijk worden omvatte in Brazilië een reeks politieke en militaire gebeurtenissen, die plaatsvonden in 1821-1824. Op 7 september herdenkt men de dag waarop prins-regent Dom Pedro in 1822 de onafhankelijkheid van Brazilië uitriep van het voormalige Verenigd Koninkrijk van Portugal, Brazilië en de Algarve. De formele erkenning kwam met een verdrag drie jaar later, ondertekend door het nieuwe rijk van Brazilië en het koninkrijk Portugal, eind 1825.

## Geografie

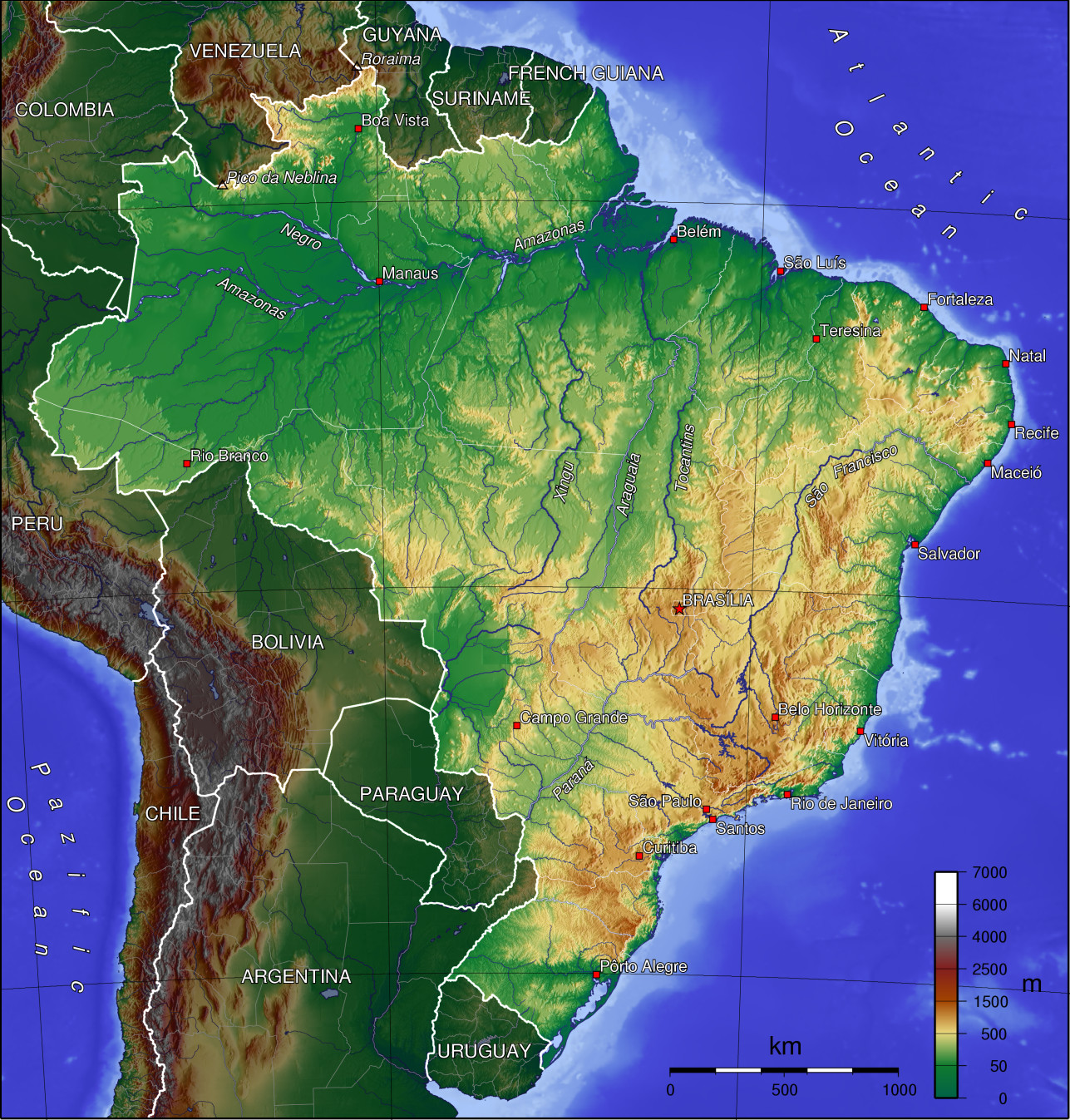
Topografische kaart van Brazilië

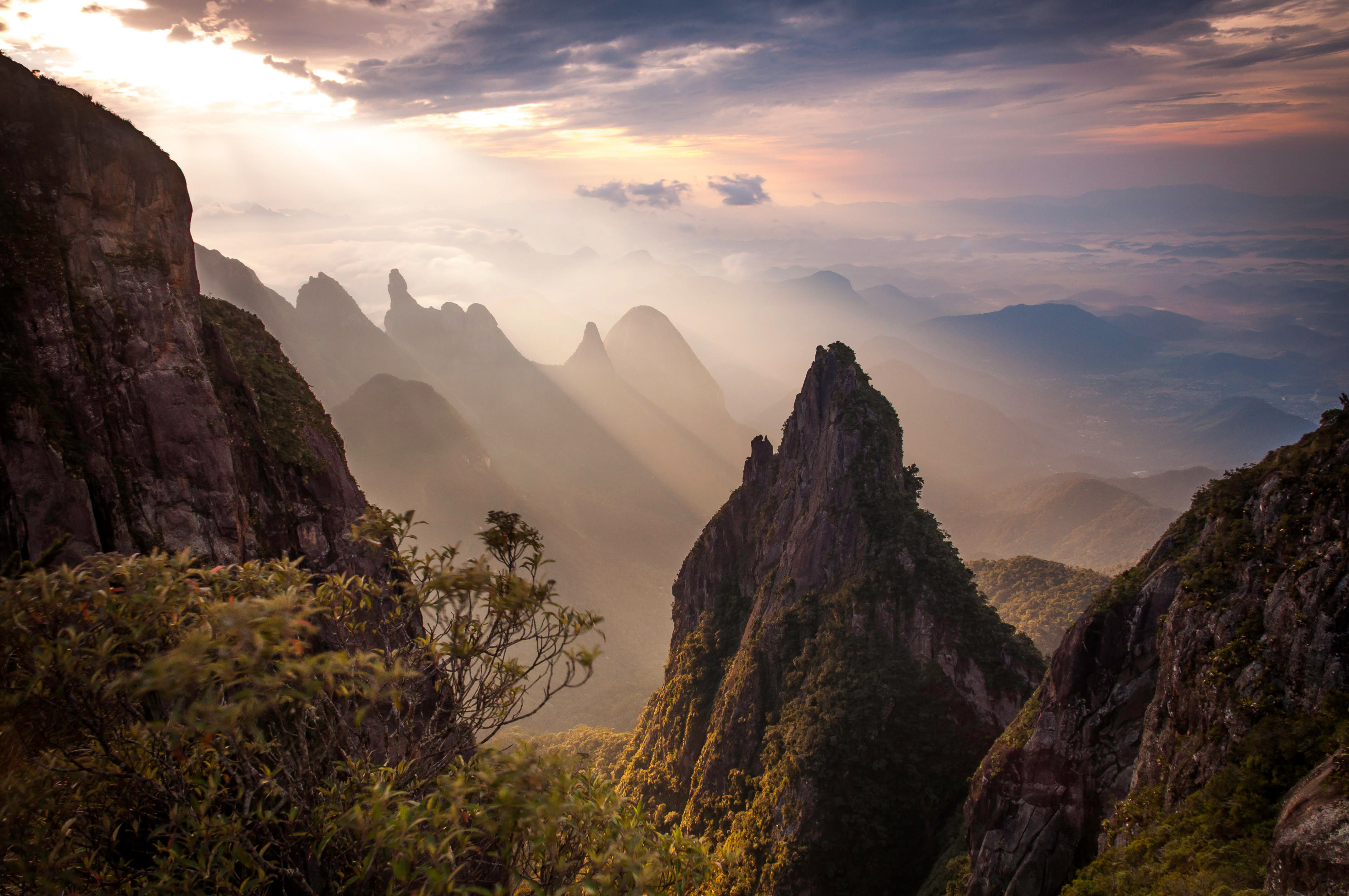
Serra dos Órgãos in het bergachtige zuidoosten van het land

Brazilië wordt gekenmerkt door vier grote geografische eenheden:
- De tropische kuststrook die oorspronkelijk was bedekt met regenwoud (Mata Atlântica). Hier is de kolonisatie begonnen en liggen de meeste grote steden. Verder naar het zuiden toe wordt dit gebied vochtig subtropisch.
- Het Hoogland van Brazilië. Dit gebied bestaat uit tropisch regenwoud in het noorden, naar het zuiden toe overgaand in beboste savanne (Cerrado).
- In het noordoosten van Brazilië vindt men de sertão, een droog en woestijnachtig gebied.
- Het Amazonebekken in het noorden en westen. Hier bevindt zich hoofdzakelijk het bedreigde Amazoneregenwoud en de meest waterrijke rivier van de wereld, de Amazone. Het klimaat in dit gebied behoort tot het tropisch regenwoudklimaat.
Ten noorden van het Amazonebekken ligt het Hoogland van Guyana. Hier bevindt zich ook de hoogste berg van Brazilië, de 2994 meter hoge Pico da Neblina. Brazilië ligt op de evenaar en op de Steenbokskeerkring. Het land grenst aan alle landen van Zuid-Amerika behalve Chili, Ecuador en Panama.

### Natuur

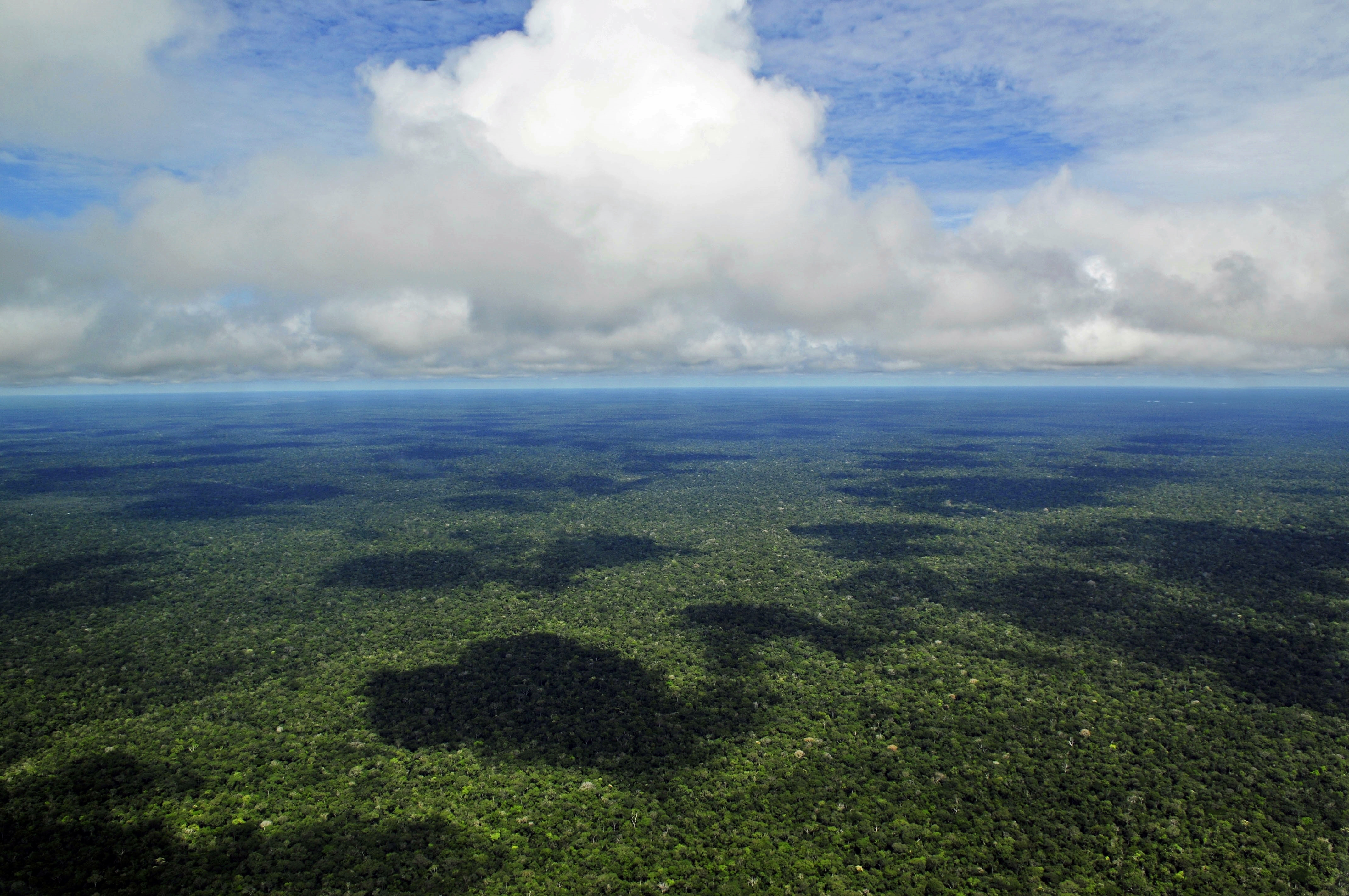
Het Amazonewoud is het grootste regenwoud ter wereld

Brazilië kent sinds 1937 een systeem van nationale parken, met als eerste park het nationaal park Itatiaia. De twee volgende nationale parken werden gecreëerd in 1939. Pas 20 jaar later werden opnieuw parken gevormd. Later is het aantal nog toegenomen: van 33 in 1990 tot 67 in 2010.
De grootte van de parken varieert enorm: van het nationaal park Tijuca met 3.300 ha tot het 3.800.000 ha grote nationaal park Montanhas do Tumucumaque. Van de 67 nationale parken zijn er 19 beschermd die een totaaloppervlak van ongeveer 5% van het oorspronkelijke Amazoneregenwoud beslaan en ongeveer 22 met een oppervlak van 1% van het oorspronkelijke Atlantisch Woud. Zeven parken beschermen de ecoregio Caatinga en twaalf de ecoregio Cerrado. Er zijn slecht zes kust- en zeeparken, inclusief het Pantanal-drasland. Er is geen park dat de pampa beschermt.
In 2010 waren er 30 parken toegankelijk voor het publiek. De meest bezochte hiervan zijn het nationaal park Tijuca, met 1,7 miljoen bezoekers, en het nationaal park Iguaçu, met in 2009 1 miljoen bezoekers. Andere bekende nationale parken zijn Serra dos Órgãos, Chapada dos Veadeiros en Emas.

### Steden
Brasilia is de hoofdstad sinds 1960; voordien was dit Rio de Janeiro en tot 1763 Salvador. In 2015 woonde 85,7% van de Braziliaanse bevolking in de steden, deze kenmerken zich door wildgroei. Er ontstonden uitbreidingen van de steden, sloppenwijken, Favela's genaamd, waar zich een proletariaat vestigde.
De vijftien grootste steden zijn:
| - Belém - Belo Horizonte - Brasilia - Campinas - Curitiba |  | (1,4 miljoen) (2,5 miljoen) (3,0 miljoen) (1,1 miljoen) (1,9 miljoen) |  | - Fortaleza - Goiânia - Guarulhos - Manaus - Porto Alegre |  | (2,6 miljoen) (1,4 miljoen) (1,3 miljoen) (2,1 miljoen) (1,4 miljoen) |  | - Recife - Rio de Janeiro - Salvador - São Luís - São Paulo |  | (1,6 miljoen) (6,5 miljoen) (4,2 miljoen) (1,1 miljoen) (12,1 miljoen) |

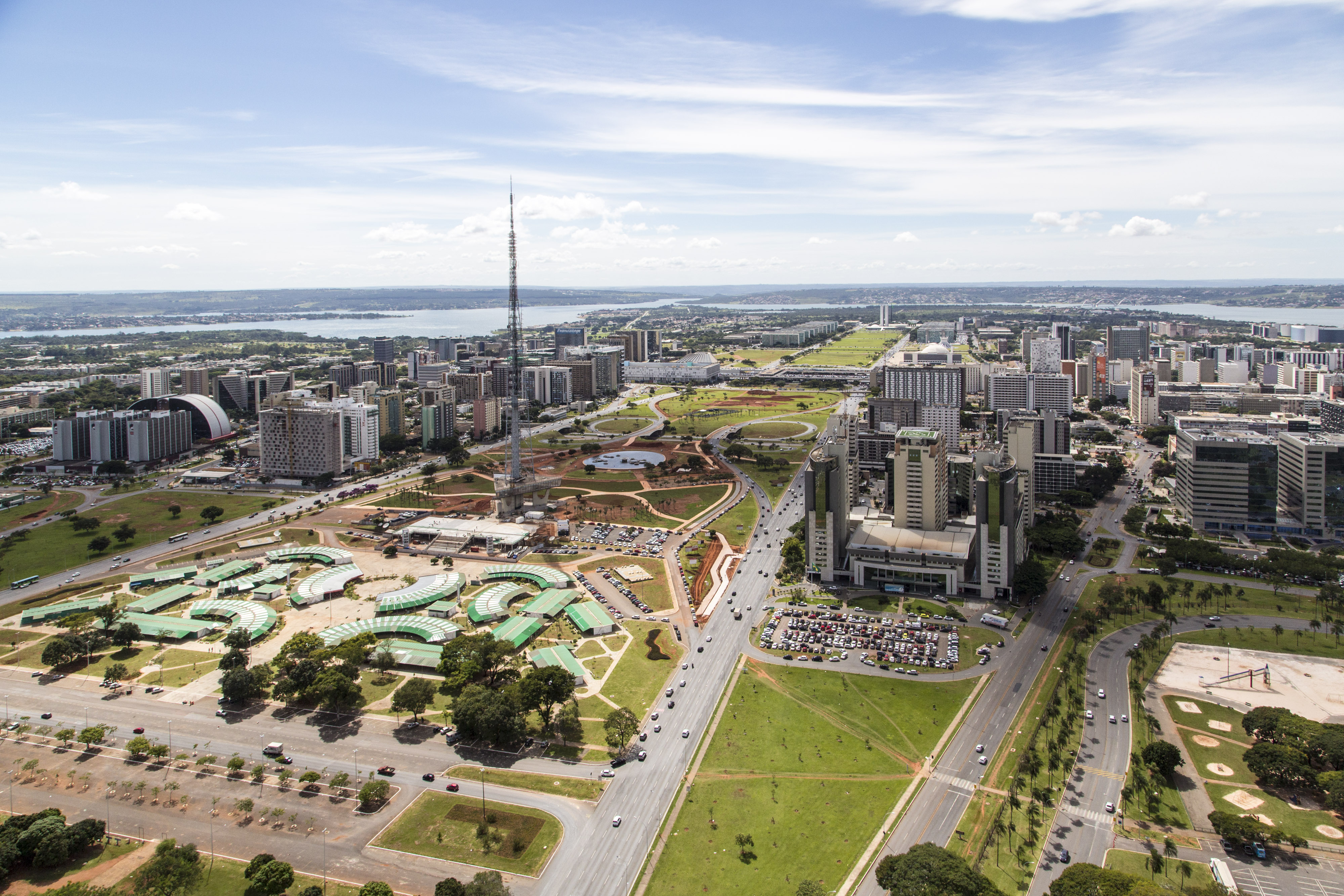
Brasília
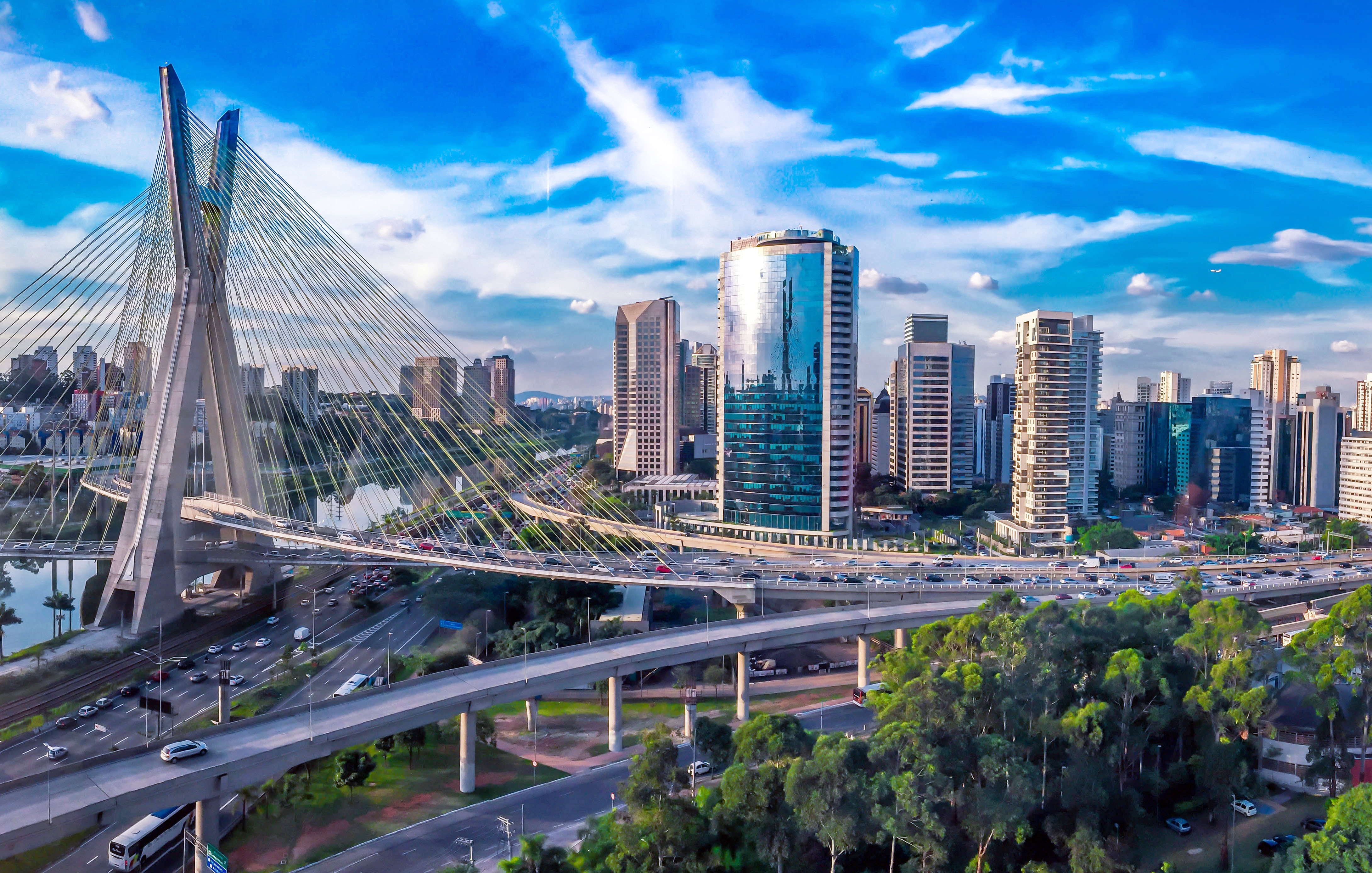
São Paulo
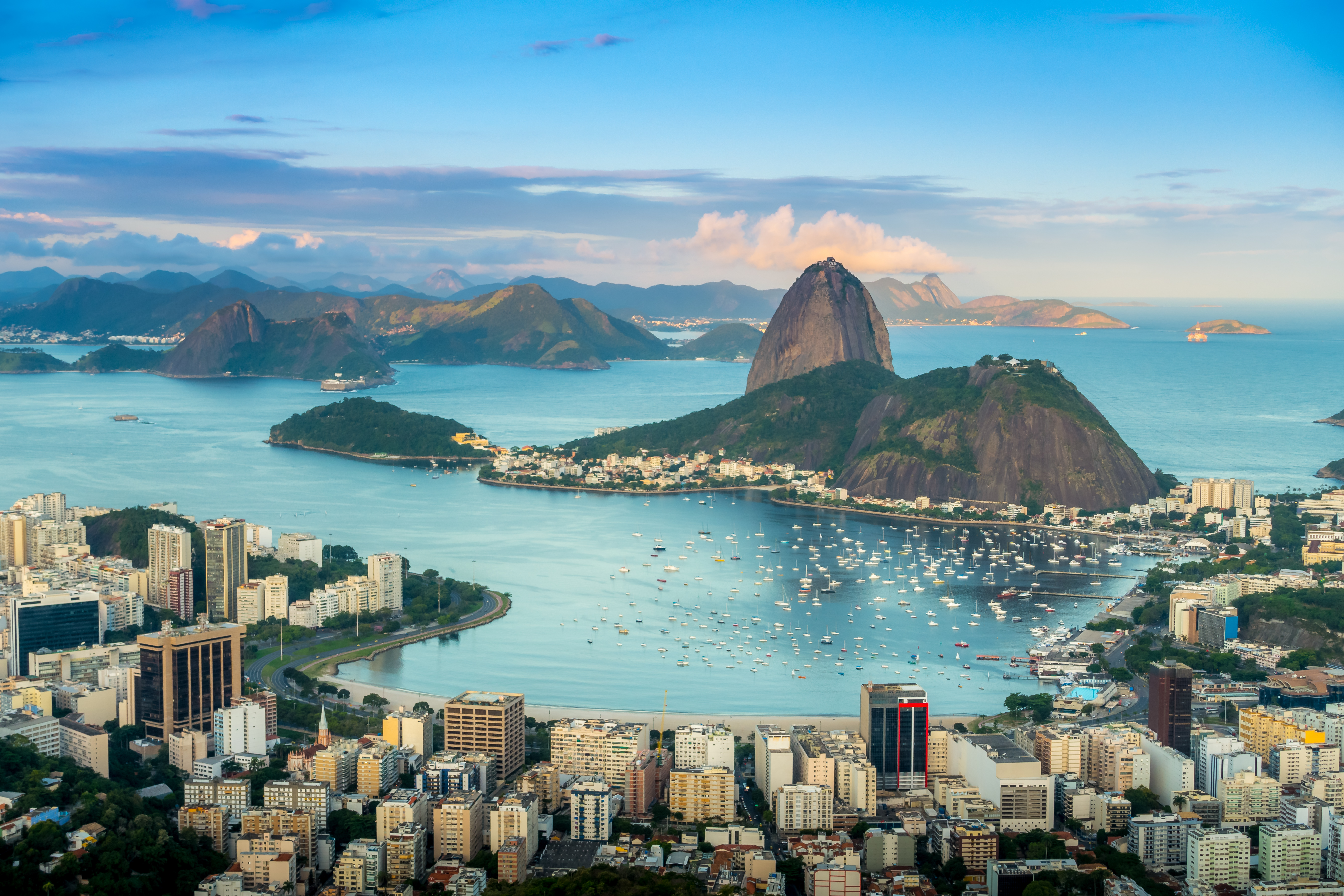
Rio de Janeiro
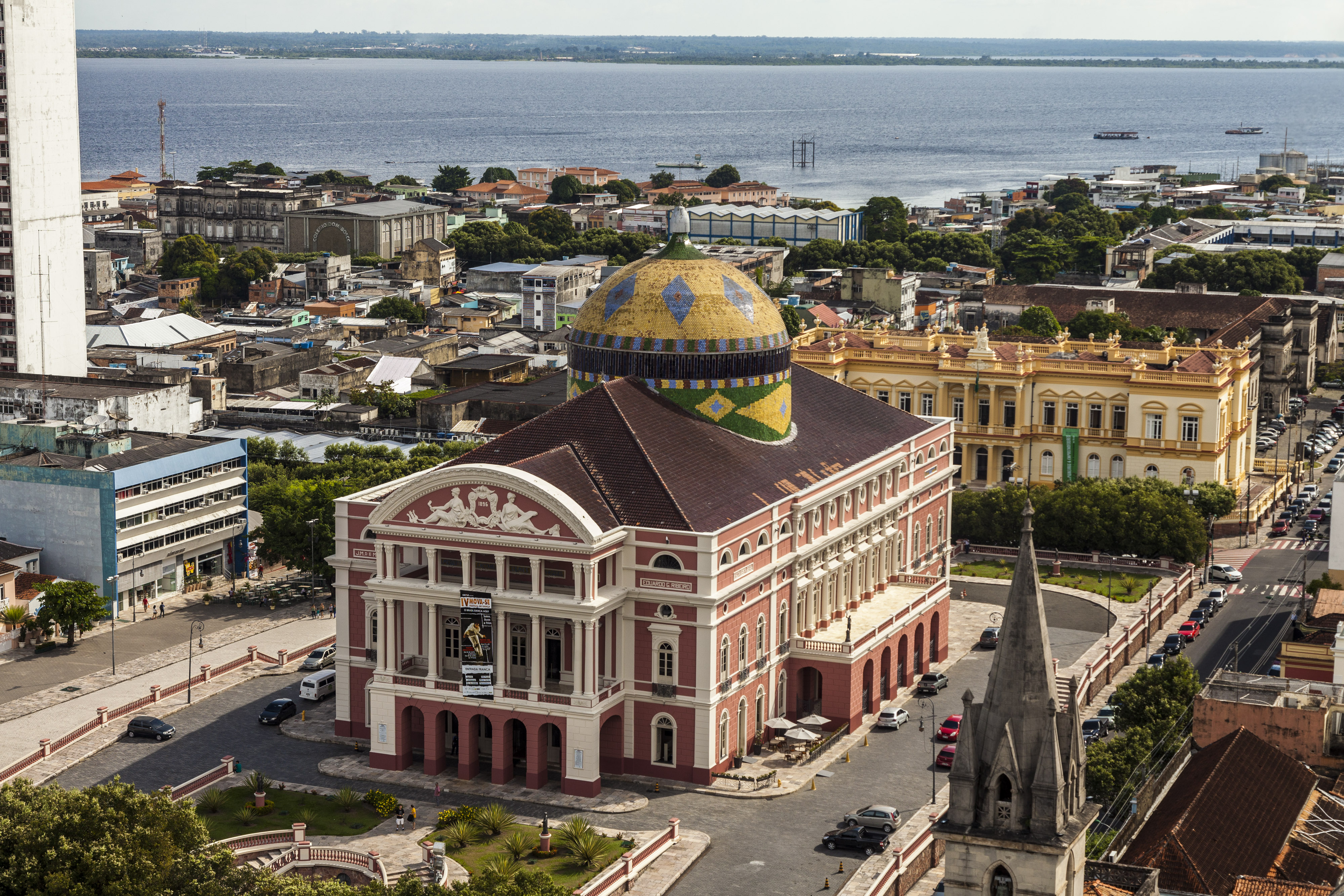
Manaus
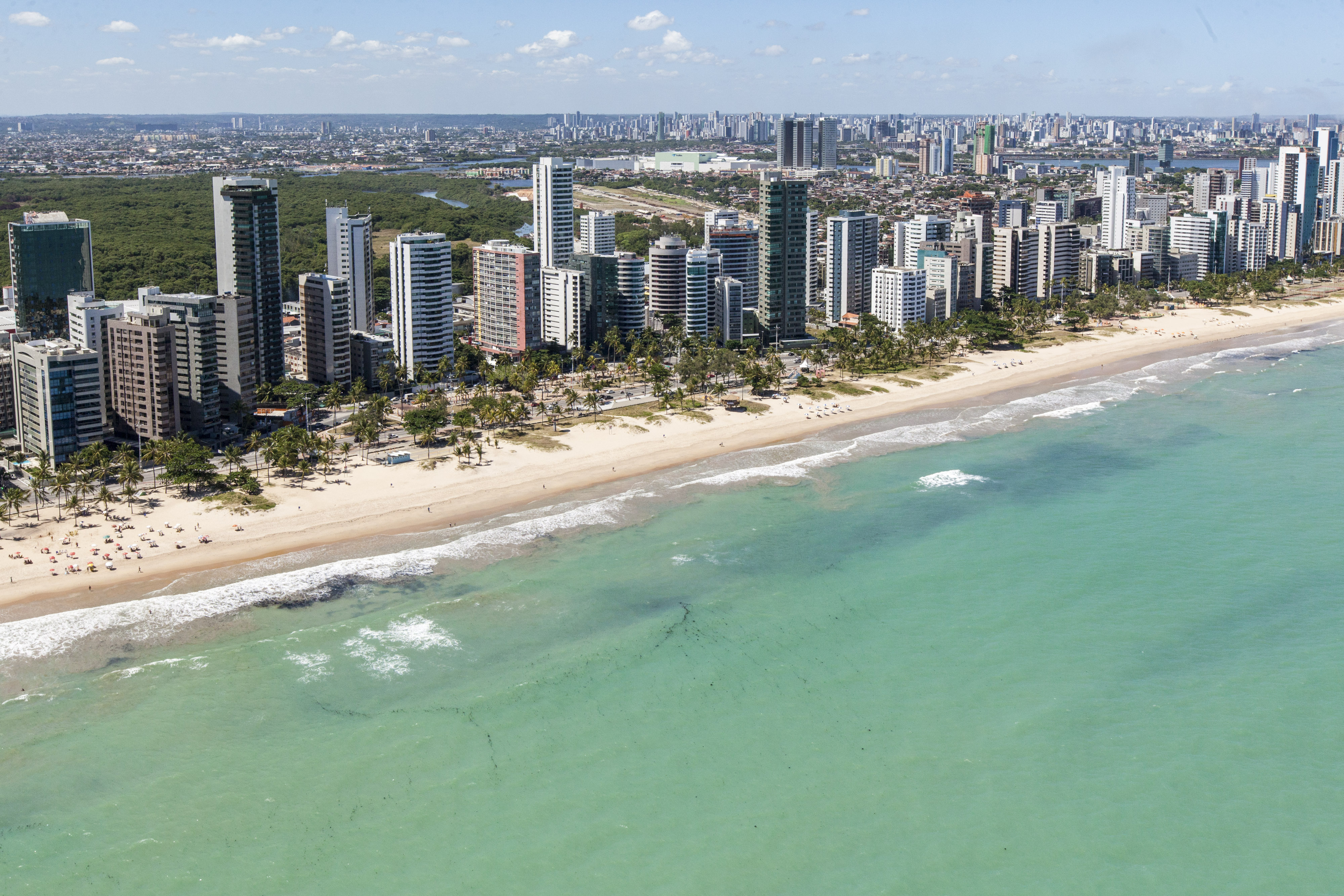
Recife
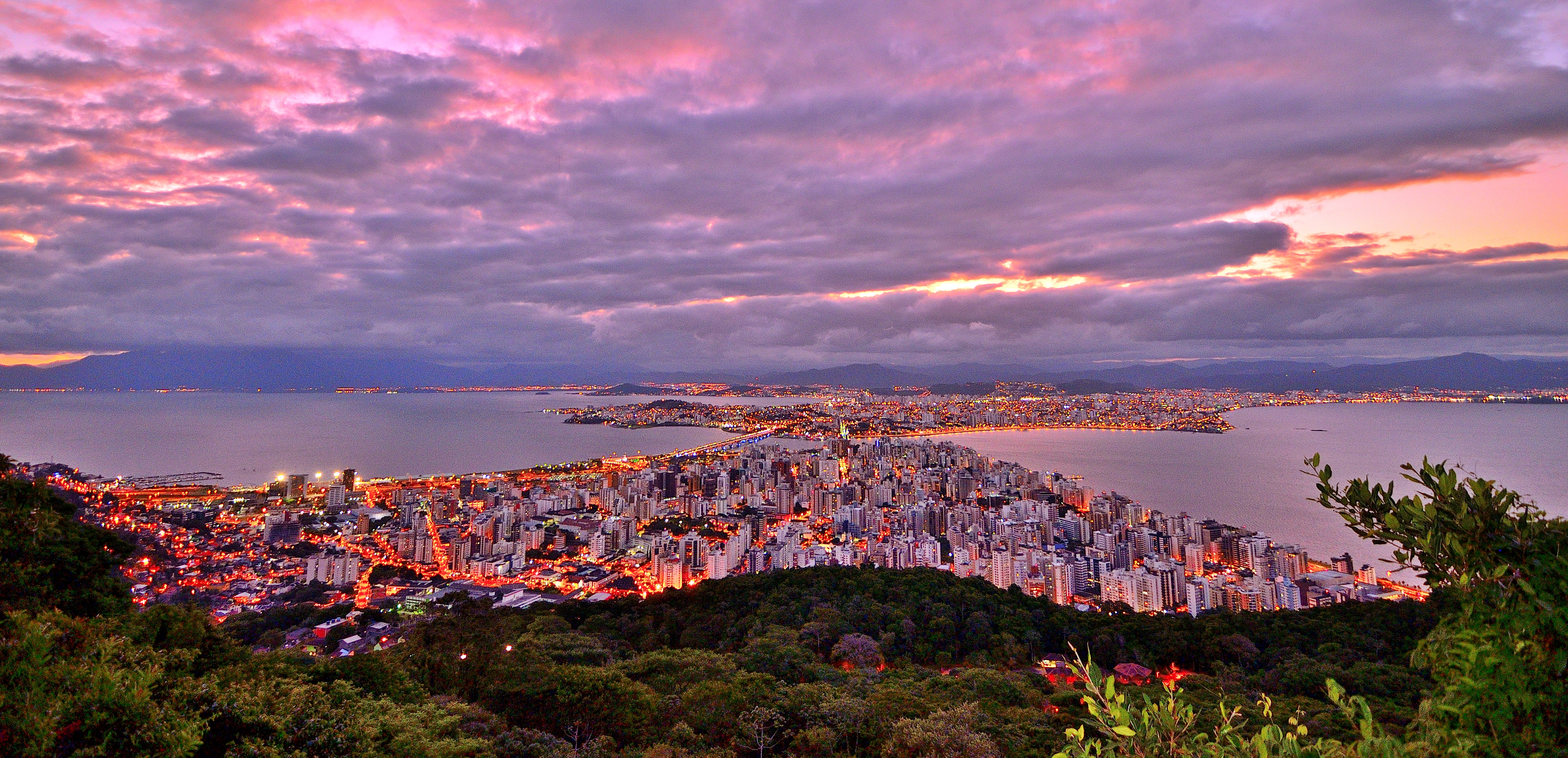
Florianópolis
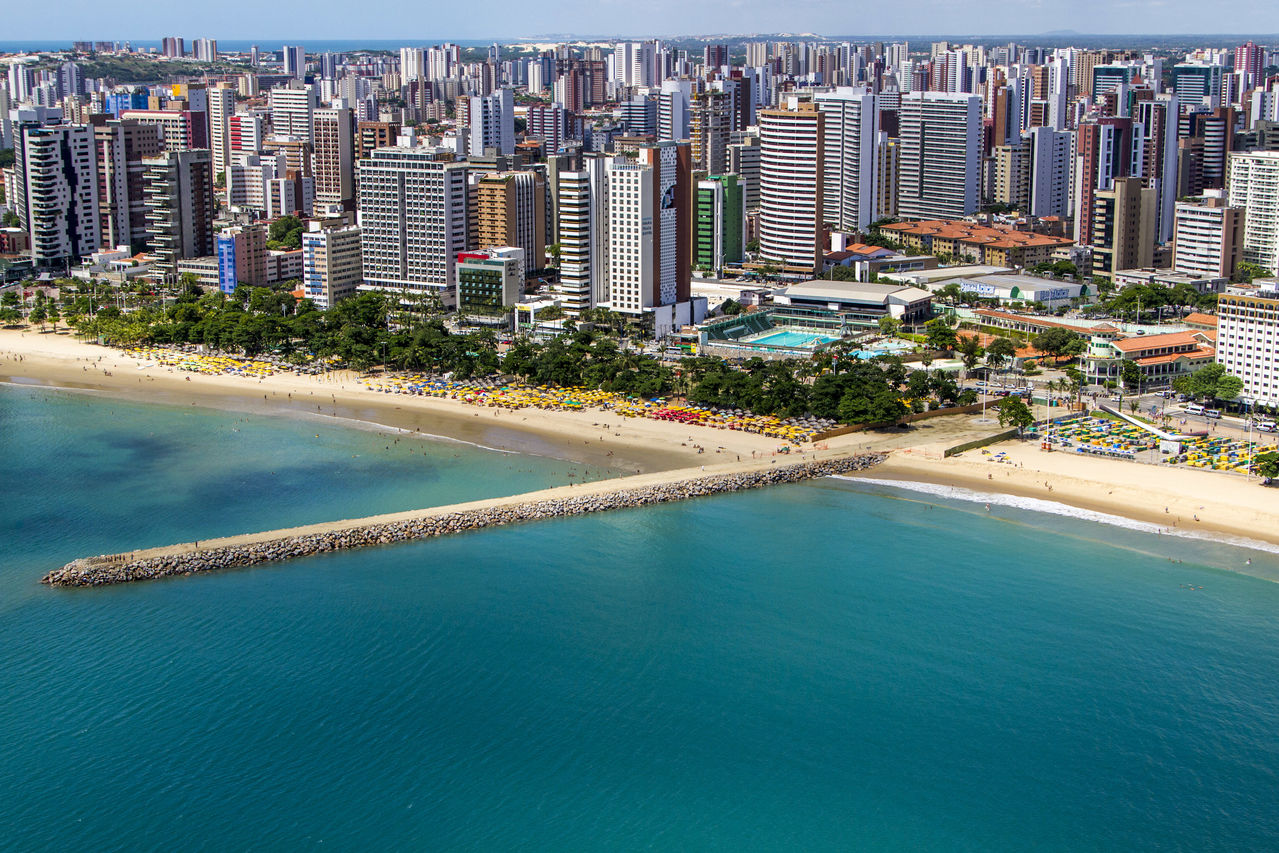
Fortaleza
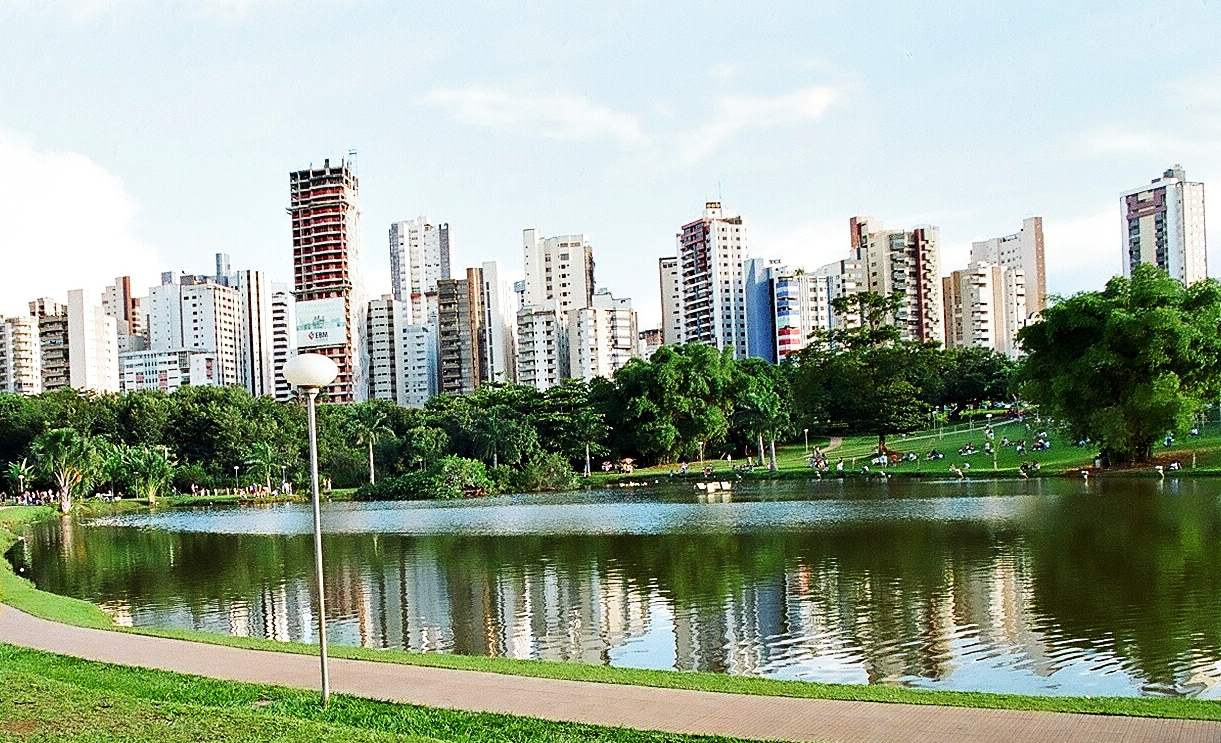
Goiânia
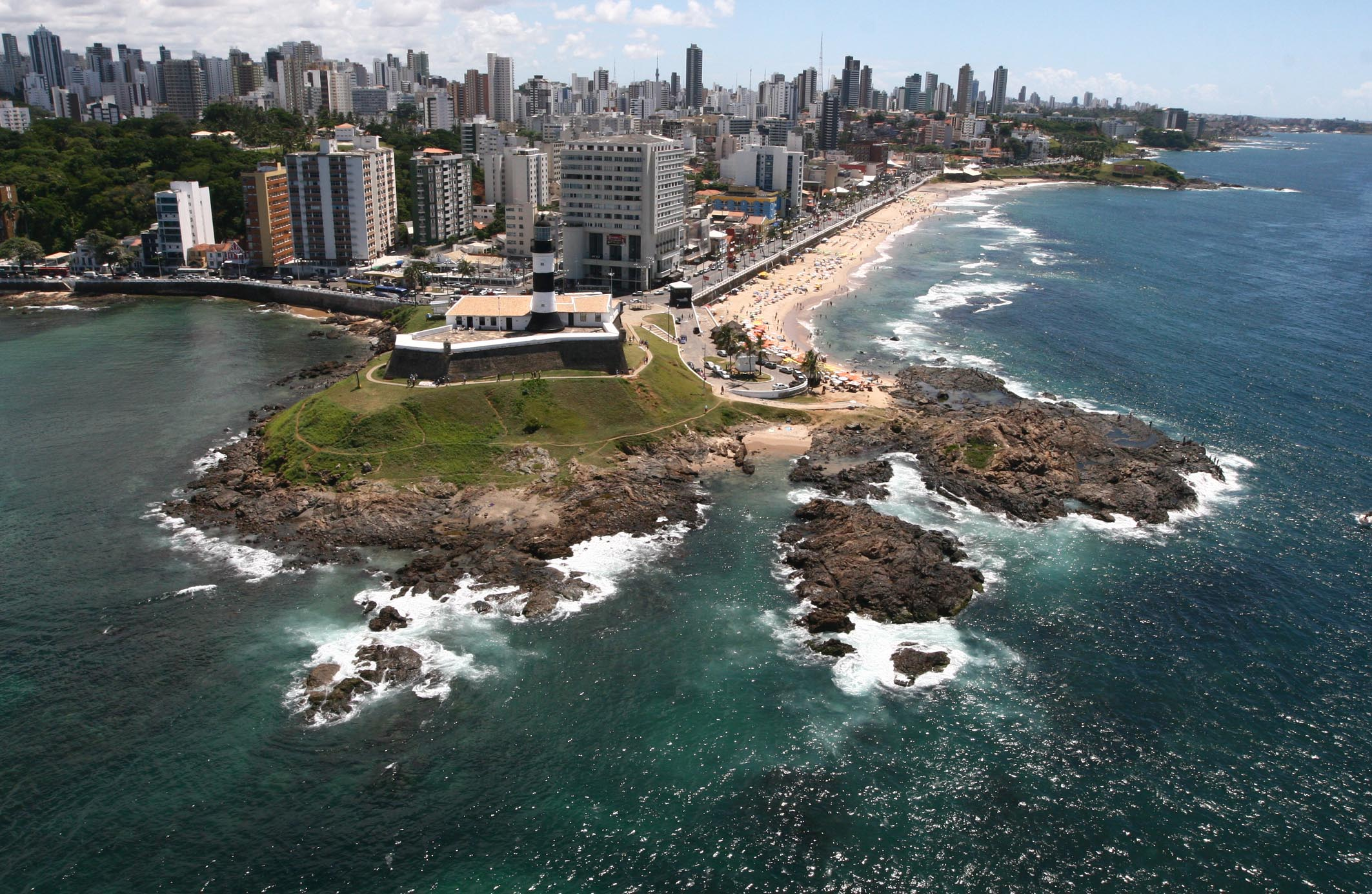
Salvador
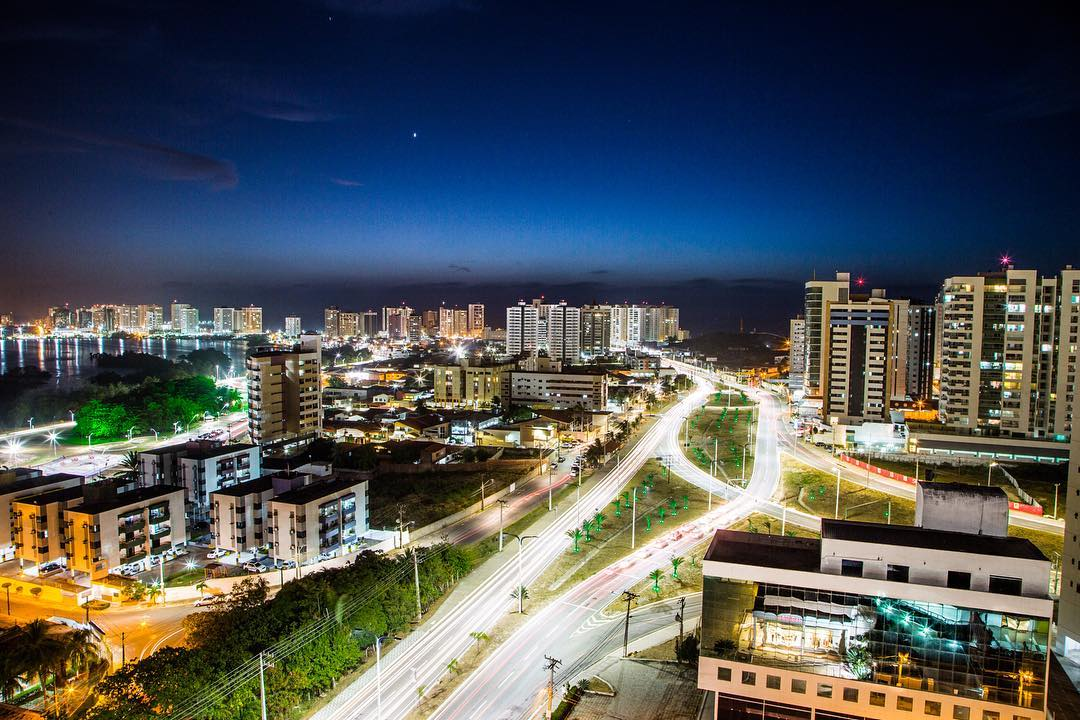
São Luís
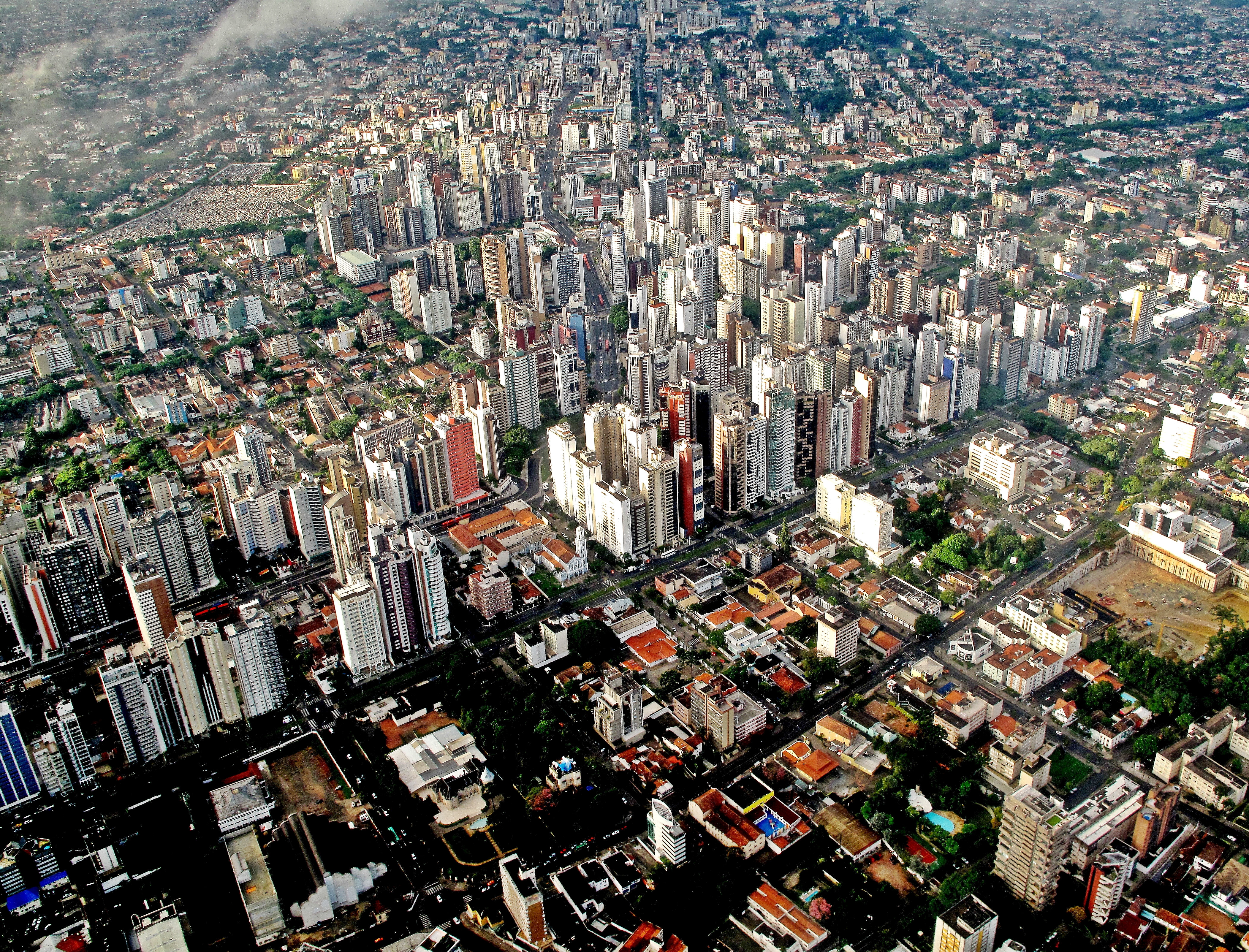
Curitiba
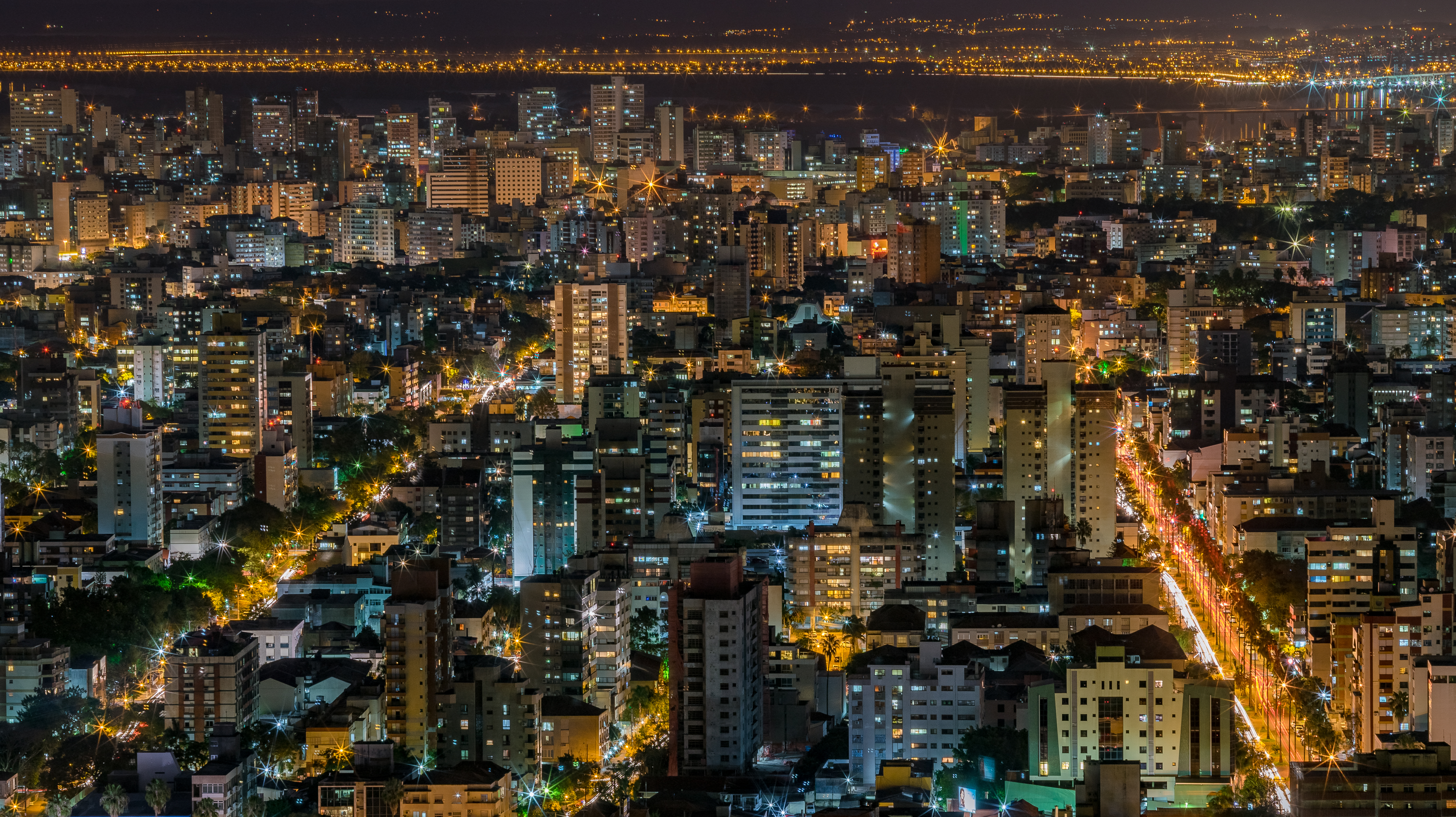
Porto Alegre
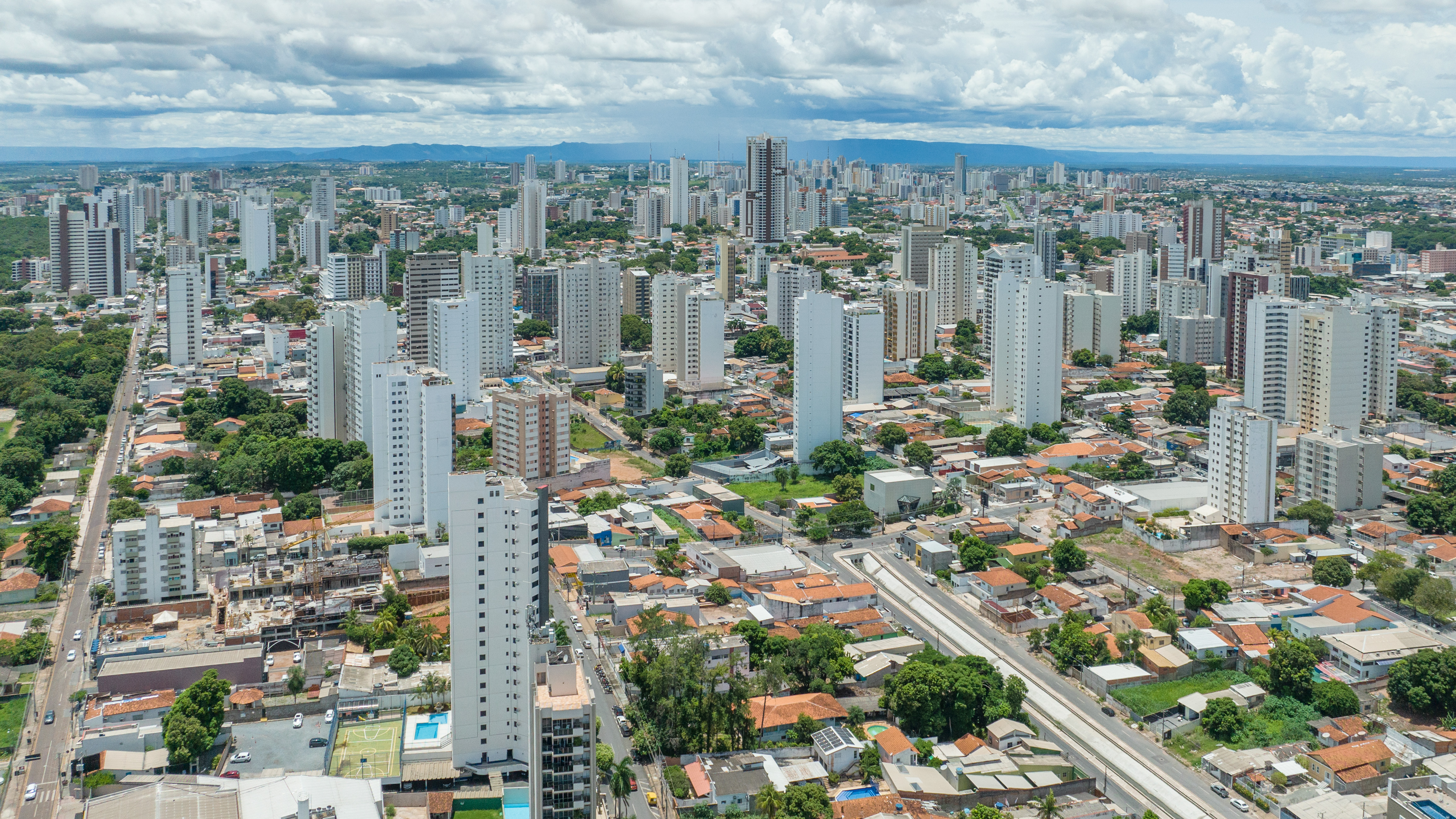
Cuiabá

## Demografie

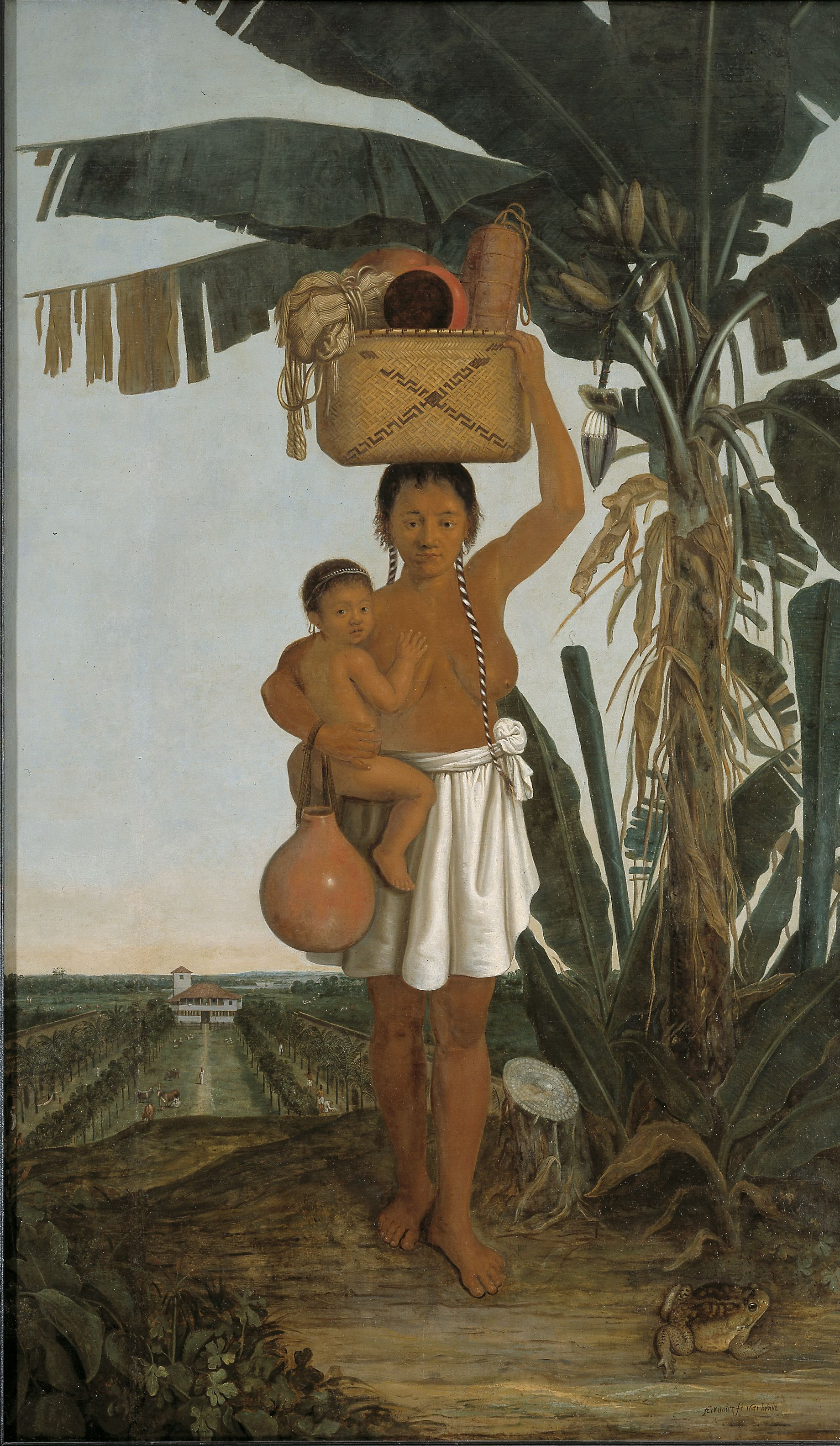
Tupi-indiaan

Brazilië heeft de grootste bevolking in Zuid-Amerika en is het vijfde land in de wereld qua inwoneraantal. Het inwoneraantal bedroeg meer dan 212,6 miljoen in 2024. Aan het begin van de 20e eeuw telde Brazilië 18 miljoen inwoners; dat aantal is sindsdien dus ruim meer dan vertienvoudigd. Sinds 2004 is het vruchtbaarheidscijfer van Braziliaanse vrouwen gedaald tot onder de waarde van 2,1 - die nodig is om het bevolkingsaantal op een natuurlijke wijze op peil te houden. In 2025 was het gemiddelde vruchtbaarheidscijfer gedaald naar 1,65.

### Bevolkingssamenstelling
De Brazilianen zijn divers in hun etnische oorsprong: het is een mengelmoes van Afrikanen, Europeanen en inheemsen. Hoewel er nog elementen van de Afrikaanse en indiaanse culturen voortleven in de huidige Braziliaanse cultuur, is die cultuur overwegend westers. Er zijn circa 1,4 miljoen Brazilianen van Japanse afkomst; deze leven hoofdzakelijk in het zuiden. Van alle landen buiten Japan heeft Brazilië de grootste Japanse bevolking ter wereld. De Chinese gemeenschap in Brazilië die al meer dan tweehonderd jaar bestaat, telt ongeveer honderdvijftigduizend zielen. De Italo-Brazilianen vormen ook een van de grootste bevolkingsgroepen en zijn met ongeveer 31 miljoen. Er zijn daarnaast vele Portugese Brazilianen, en doordat Portugal de kolonisator was is er ook al eeuwenlang een Portugese instroom. Vanaf de 19de eeuw volgde ook een grote instroom van Duitse Brazilianen, die zich vooral in het zuiden van het land vestigden.
Ongeveer 750.000 Brazilianen behoren tot de inheemse bevolking. Het grootste deel daarvan woont in het Amazoneregenwoud, voornamelijk langs de Amazone. Circa 12% van de landoppervlakte van Brazilië is terzijde gesteld als inheems gebied. Dit betekent echter niet dat de inheemse stammen nu ongestoord kunnen leven in hun leefgebieden. Daarvoor zijn andere groeperingen te zeer op geld belust, zij zien deze gebieden als braakliggend terrein dat zo snel mogelijk geëxploreerd of in cultuur gebracht moet worden. Wetten die inheems gebied afpalen zijn een ding, iets anders is deze wetten ook te handhaven. Alleen met effectieve bescherming van de regering kunnen de "Indianen" hun leefgebieden veilig bewonen.
De uit de VS afkomstige rooms-katholieke non Dorothy Stang (1931-2005) is voor mensenrechten-activisten een icoon geworden als geweldloos verdediger van deze inheemse volken.

### Taal
Brazilië is het enige land in Zuid-Amerika waar de officiële taal het Portugees is (Artikel 13 van de Grondwet van de Federale Republiek Brazilië), de taal die bijna de gehele bevolking spreekt en vrijwel de enige taal is die gebruikt wordt in kranten, op radio en televisie en voor zakelijke en bestuurlijke doeleinden. De meest bekende uitzondering hierop is een wet op de gebarentaal die werd goedgekeurd door het Nationale congres van Brazilië. De wettelijke erkenning vond plaats in 2002, de regelgeving volgde in 2005. De wet stelt het gebruik van de Braziliaanse gebarentaal, beter bekend onder het Portugese acroniem LIBRAS (Lingua Brasileira dos Sinais), verplicht in het onderwijs en bij overheidsdiensten. LIBRAS moet worden geleerd als onderdeel van de curricula van de pedagogie- en logopedieopleidingen. Leraren, instructeurs en vertalers in deze gebarentaal zijn erkende professionals. Scholen en de gezondheidszorg moeten toegang bieden aan doven.
Brazilië is het land met het grootste aantal Portugeessprekenden ter wereld. Vele Brazilianen zijn eentalig; diegenen die een tweede taal machtig zijn spreken voornamelijk Duits of Italiaans (met name in het zuiden) vanwege hun afkomst, of Spaans of Engels als tweede taal. Enkele honderdduizenden spreken ook Nederduits. Voorheen werden er onder grote delen van de bevolking inheemse (Amerindische, Indiaanse) talen gesproken. De talen hebben zich geleidelijk ver in het binnenland teruggetrokken. Enkele voorbeelden van de ruim 180 inheemse talen zijn Apalaí, Arara, Borôro, Canela, Carajá, Caribe, Guarani, Kaingang, Nadëb, Nheengatu, Terêna, Tucano en Xavante.
De staat São Paulo heeft het grootste aantal Japanse immigranten ter wereld zodat deze taal daar een grote rol speelt; van 1946 tot 2019 verscheen er ook een krant in het Japans, de São Paulo Shimbun.

### Religie
Ongeveer 86,8% van de bevolking is christelijk (64,6% katholiek en 22,2% protestants), 5,0 % overige geloven en 8,0% heeft geen religie. Sedert 2000 daalt de aanhang van de Katholieke Kerk zo'n 1% per jaar, protestantse kerkgenootschappen groeien met zo'n 1% per jaar.
Een gedeelte van de bevolking in het noordoosten is aanhanger van candomblé, een religie die door de slaven vanuit Afrika is meegenomen.

## Bestuur en instellingen

### Staatsinrichting

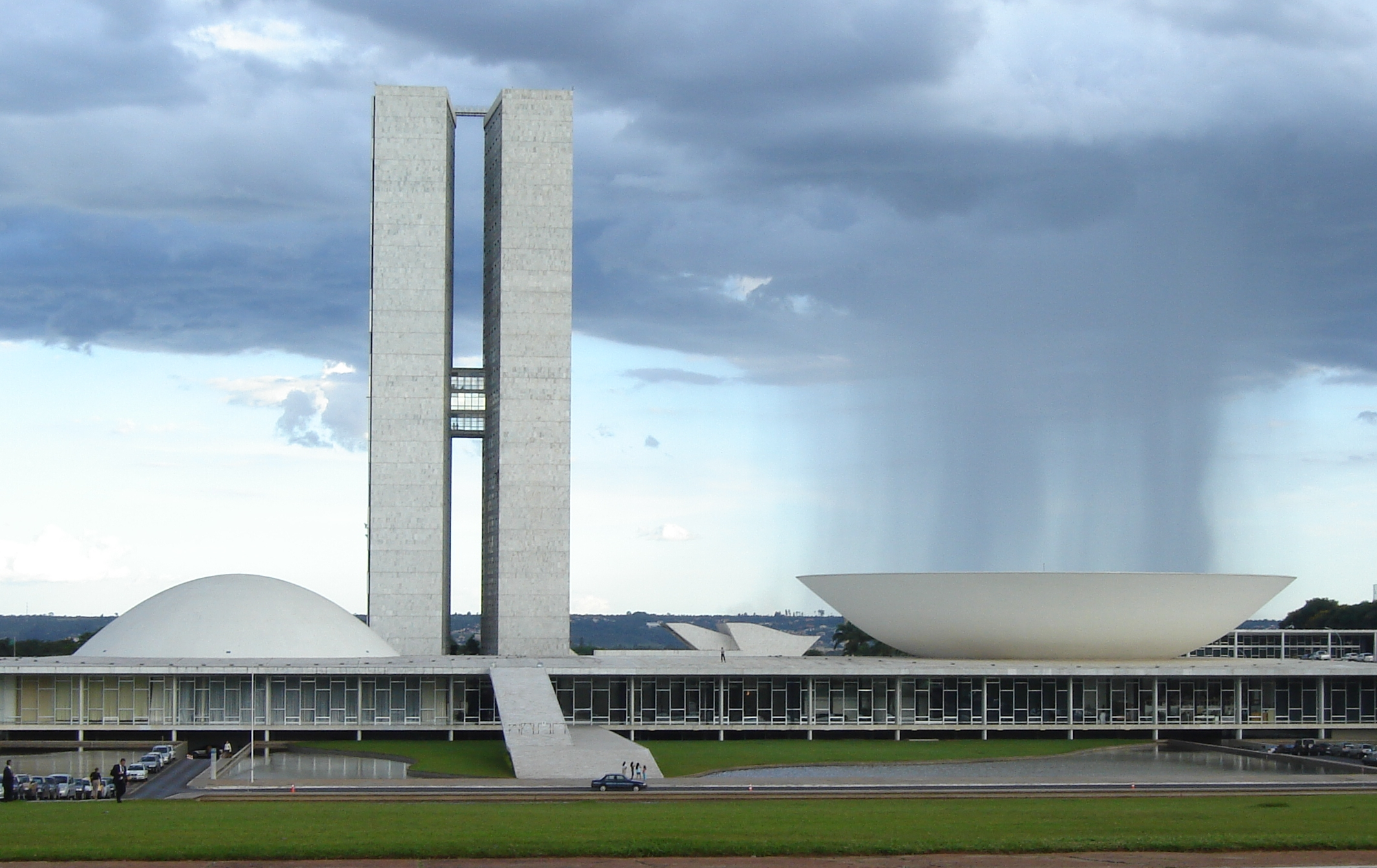
Het parlementsgebouw van het Nationaal Congres van Brazilië in Brasilia

Brazilië kent een federale staatsvorm, die gebaseerd is op de federale grondwet van 1988. Het land bestaat uit een federaal hoofdstedelijk district en 26 deelstaten, met elk op hun beurt een eigen grondwet. De federale grondwet stelt dat het nationale gezag wordt bekleed door een president, die voor vier jaar door universele stemming wordt gekozen. Door een amendement uit 1997 kan de president slechts eenmaal worden herkozen.
Er is een wetgevende macht die uit een hogere Federale Senaat en een Huis van Afgevaardigden bestaat. De 81 senatoren worden verkozen voor acht jaar en de 513 afgevaardigden voor vier jaar. De president kan unilateraal in staatszaken tussenbeide komen. Elke staat heeft zijn eigen gouverneur en wetgevende macht. Tot de voornaamste politieke partijen behoren: de Braziliaanse Partij van de Democratische Beweging, de Democraten, de Braziliaanse Sociaal-Democratische Partij, de Liberale Partij en de Arbeiderspartij. Alle burgers in bezit van de Braziliaanse nationaliteit vanaf de leeftijd van 16 jaar hebben stemrecht. Brazilianen van 18 tot 70 jaar zijn verplicht te stemmen.
Brazilië is onder meer lid van de VN, de G20, de Mercosur, de BRICS en de Unie van Zuid-Amerikaanse Naties.

### Bestuurlijke indeling
Brazilië bestaat uit 26 staten en 1 federaal district, deze zijn gegroepeerd in 5 geografische regio's zonder bestuurlijke rol. De staten zijn verdeeld in gemeenten. De staat Pernambuco kent daarnaast een staatsdistrict, het eiland Fernando de Noronha.
| ■ Regio Noord Acre (1) Amapá (3) Amazonas (4) Pará (13) Rondônia (21) Roraima (22) Tocantins (26) ■ Regio Noordoost Alagoas (2) Bahia (5) Ceará (6) Maranhão (9) Paraíba (14) Pernambuco (16) Piauí (17) Rio Grande do Norte (19) Sergipe (25) | ■ Regio Centraal-West Federaal District (27) Goiás (8) Mato Grosso (10) Mato Grosso do Sul (11) ■ Regio Zuidoost Espírito Santo (7) Minas Gerais (12) Rio de Janeiro (18) São Paulo (24) ■ Regio Zuid Paraná (15) Rio Grande do Sul (20) Santa Catarina (23) | Staten van Brazilië |

### Onderwijs

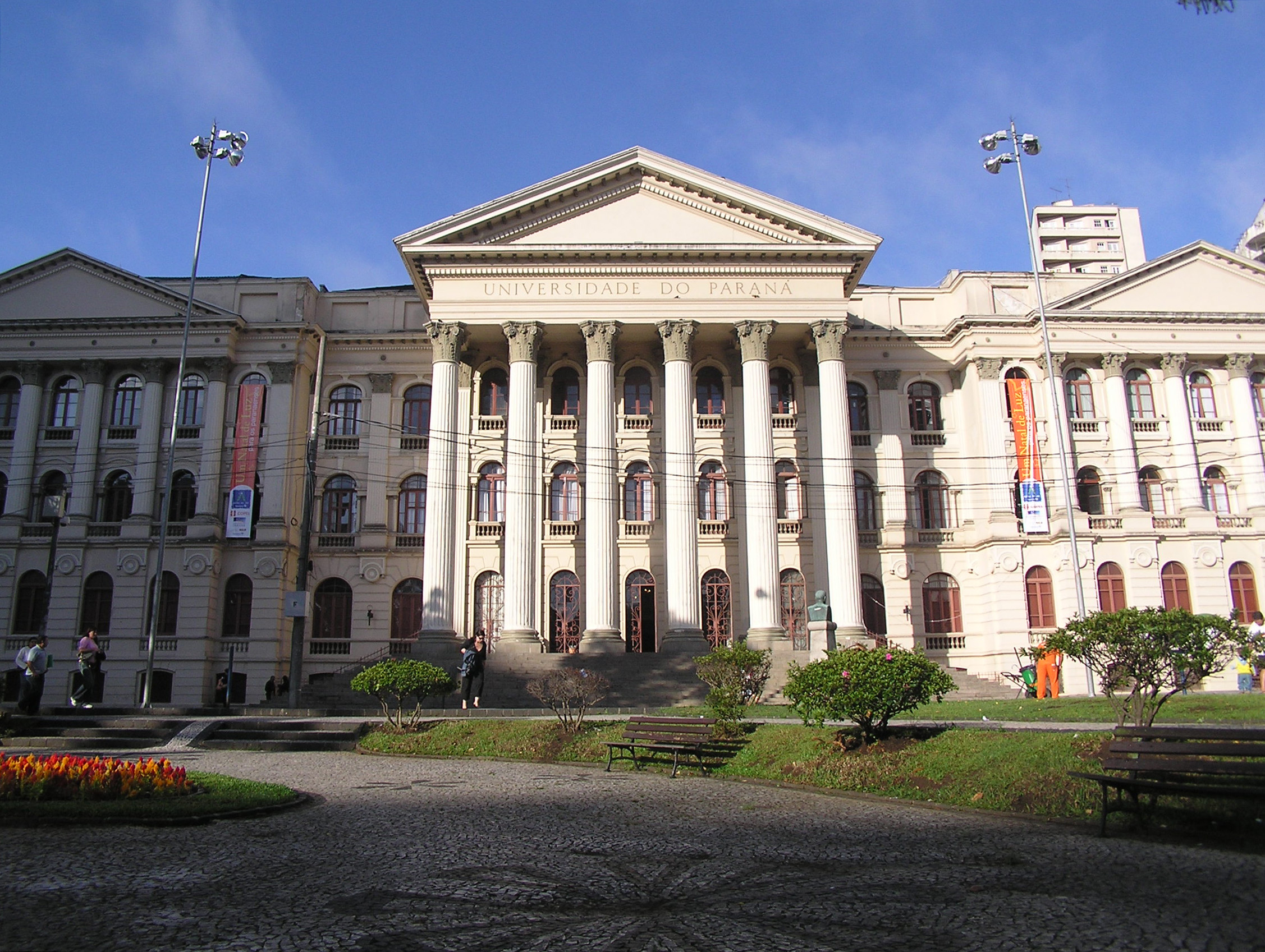
Universiteitsgebouw van de Universidade Federal do Paraná (UFPR) in Curitiba

Na aanhoudende investeringen, vaak gecombineerd met andere sociale programma's zoals Bolsa Família, is de Braziliaanse overheid erin geslaagd elk kind in de schoolbanken te krijgen. Het probleem ligt vaak in de lage kwaliteit van het gegeven onderwijs. Daardoor is er een bloeiende sector ontstaan van privéscholen voor de middenklasse, waar men de financiële middelen heeft om op een hoger niveau les te geven.
Het land kent een zeer groot aantal universiteiten, waarvan het merendeel sinds het eind van de 20e eeuw is gesticht. De meerderheid van de universiteiten zijn privé-instellingen met soms hoge inschrijvingsgelden. Om het inschrijvingsgeld te bekostigen, is het heel normaal om werken en studeren te combineren. Enkel een aantal staats- en stadsuniversiteiten zijn gratis. Een aantal universiteiten zoals USP, Universidade de São Paulo, hebben een goede reputatie over de hele wereld.
Beroepsopleidingen vormen voornamelijk een alternatief voor degenen die geen universiteit kunnen betalen.

### Zorg
Ongeveer 730.000 Brazilianen waren volgens UNAIDS in 2013 geïnfecteerd met hiv, wat overeenkomt met ruim 0,3% van de bevolking. Dat is minder dan sommige Europese landen zoals Portugal (0,6%) en Spanje (0,4%), maar meer dan Nederland (0,2%). De centrale regering en de regeringen van individuele staten hebben effectieve aidsbestrijdingscampagnes opgezet. Het condoomgebruik is aanzienlijk gestegen en het aantal geïnfecteerden is stabiel gebleven. Het aidsprogramma van Brazilië is een model voor ontwikkelingslanden geworden. Het aantal hiv-besmettingen is gestabiliseerd en het aantal aidsgerelateerde sterfgevallen is gedaald. Brazilië heeft de belangrijkste geneesmiddelenfabrikanten omzeild. Het produceert zelf goedkope, merkloze aidsmedicijnen en deelt deze gratis uit aan degenen die dit niet kunnen betalen.

## Economie

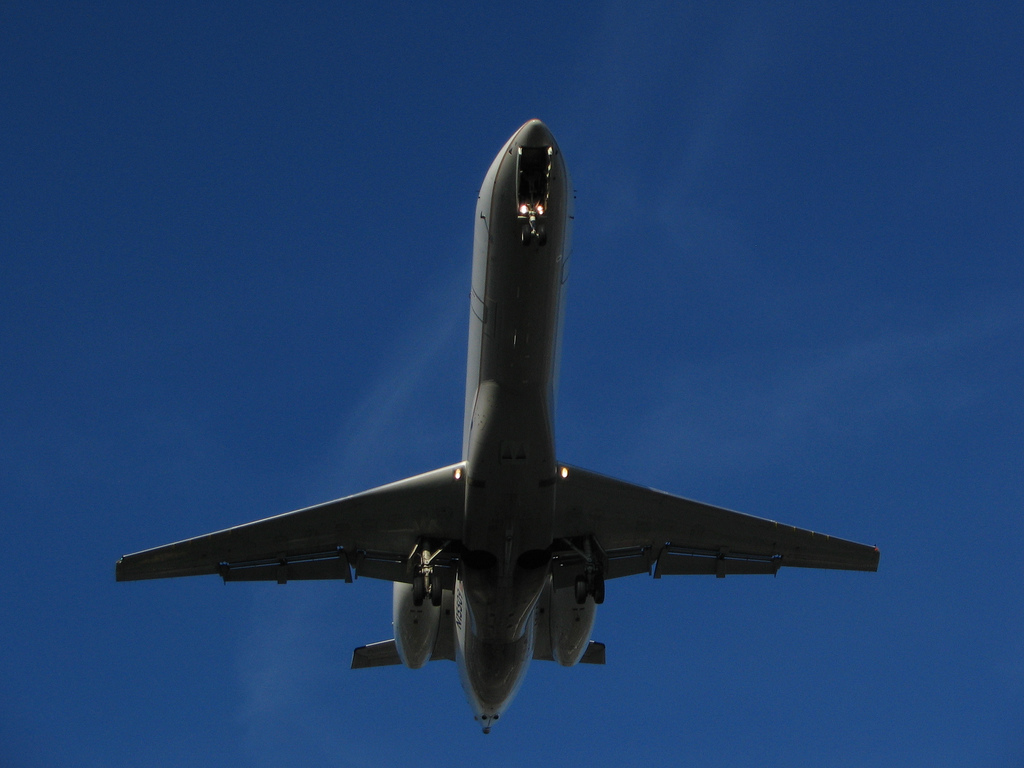
Een Embraer ERJ-135 vliegtuig. Brazilië is de op twee na grootste commerciële-vliegtuigproducent ter wereld.

Brazilië heeft de grootste economie van Latijns-Amerika. Brazilië heeft ontwikkelde landbouw-, mijnbouw-, industrie-, en dienstensectoren. Het heeft een overvloed aan natuurlijke hulpbronnen, zoals aardolie, ijzererts en agrarische producten. Brazilië is steeds meer aanwezig in buitenlandse financiële markten en is een van de BRICS-landen. De organisatie die zich inzet voor Braziliaanse export en investeringen in Brazilië is ApexBrasil.
In 2022 bedroeg het bruto binnenlands product (bbp) per hoofd van de bevolking US$ 8.857.
| Jaar | BBP (in miljarden US$) | BBP per hoofd (in US$) | Reële groei (% mut JoJ) | Werkloosheid (%) | Inflatie (% mut JoJ) | Saldo overheids- begroting (in % BBP) | Bruto staatsschuld (in % BBP) | Saldo lopende rekening (in % BBP) |
| ---- | ---------------------- | ---------------------- | ----------------------- | ---------------- | -------------------- | ------------------------------------- | ----------------------------- | --------------------------------- |
| 1980 | 146                    | 1229                   | 9,2%                    |                  | 90,2%                |                                       |                               | -8,8%                             |
| 1990 | 455                    | 3105                   | -4,2%                   |                  | 2947,7%              |                                       |                               | -0,8%                             |
| 2000 | 655                    | 3779                   | 4,4%                    | 13,9%            | 7,0%                 | -3,3%                                 | 65,6%                         | -3,8%                             |
| 2005 | 891                    | 4811                   | 3,2%                    | 11,4%            | 6,9%                 | -3,5%                                 | 68,7%                         | 1,5%                              |
| 2010 | 2208                   | 11293                  | 7,5%                    | 8,5%             | 5,0%                 | -2,7%                                 | 63,1%                         | -3,4%                             |
| 2015 | 1800                   | 8803                   | -3,6%                   | 8,3%             | 9,0%                 | -10,3%                                | 72,6%                         | -3,0%                             |
| 2016 | 1797                   | 8757                   | -3,3%                   | 11,3%            | 8,7%                 | -9,0%                                 | 78,3%                         | -1,3%                             |
| 2017 | 2063                   | 9975                   | 1,3%                    | 12,8%            | 3,5%                 | -7,9%                                 | 83,7%                         | -0,7%                             |
| 2018 | 1885                   | 9043                   | 1,3%                    | 12,2%            | 3,7%                 | -7,2%                                 | 87,1%                         | -2,2%                             |
| 2019 | 1839                   | 8751                   | 1,1%                    | 11,9%            | 3,7%                 | -6,0%                                 | 89,5%                         | -2,7%                             |

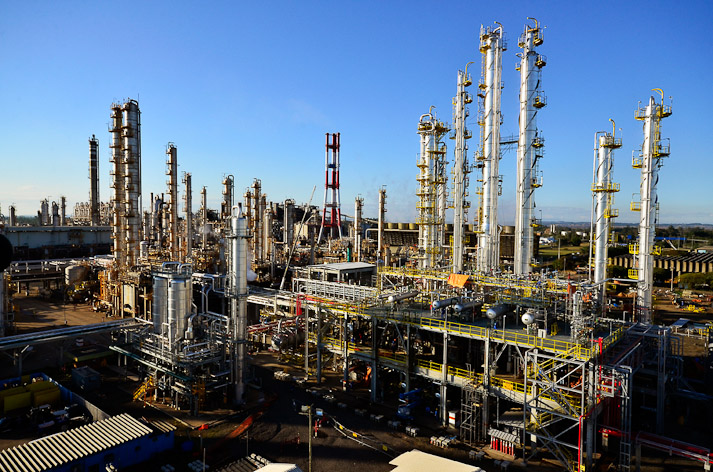
Braskem fabriek. Brazilië heeft de achtste grootste chemische industrie ter wereld

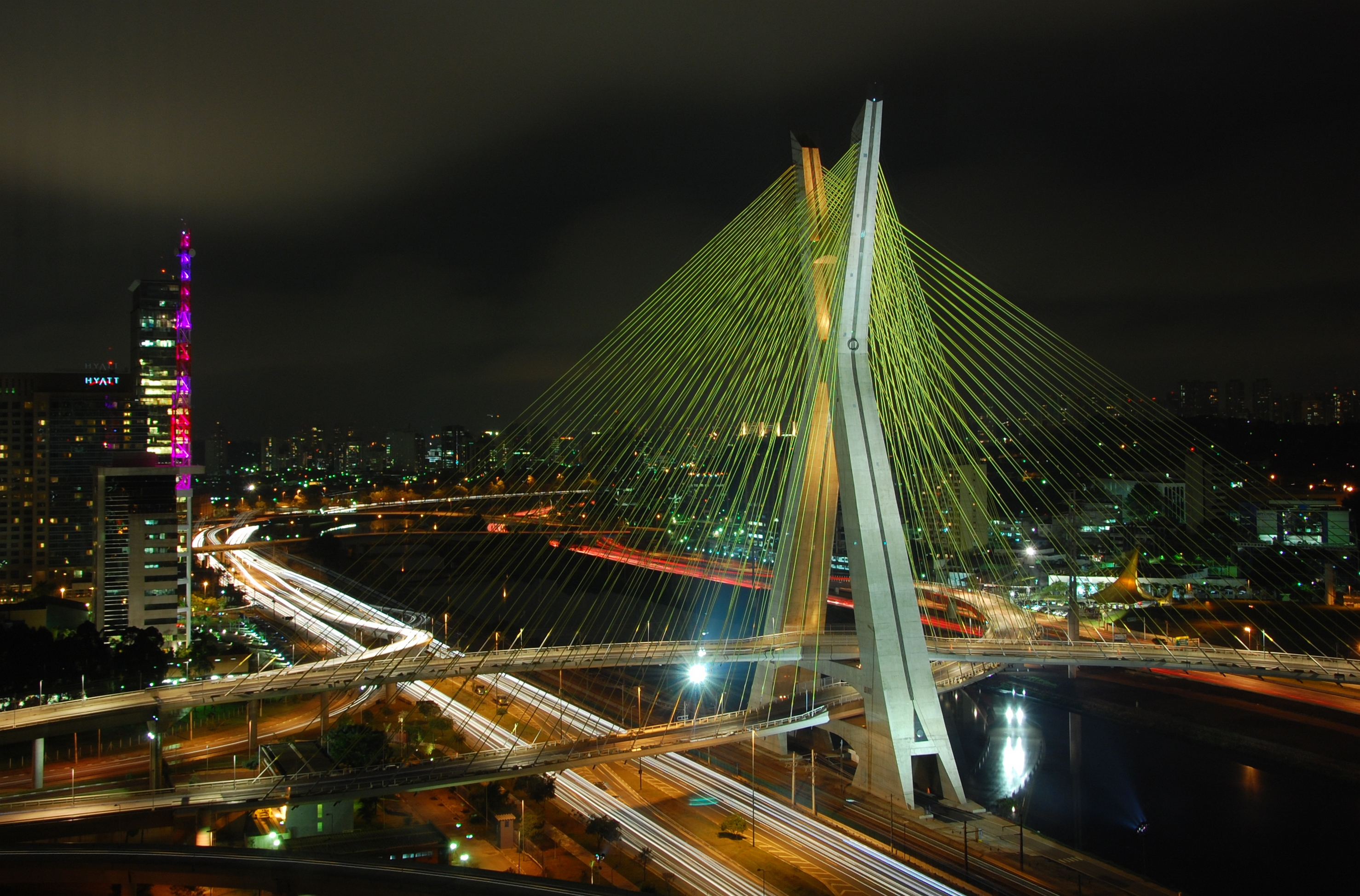
São Paulo is het grootste financiële centrum in Brazilië, Latijns-Amerika en het zuidelijk halfrond. De aandelenbeurs in Brazilië behoort tot de tien grootste ter wereld

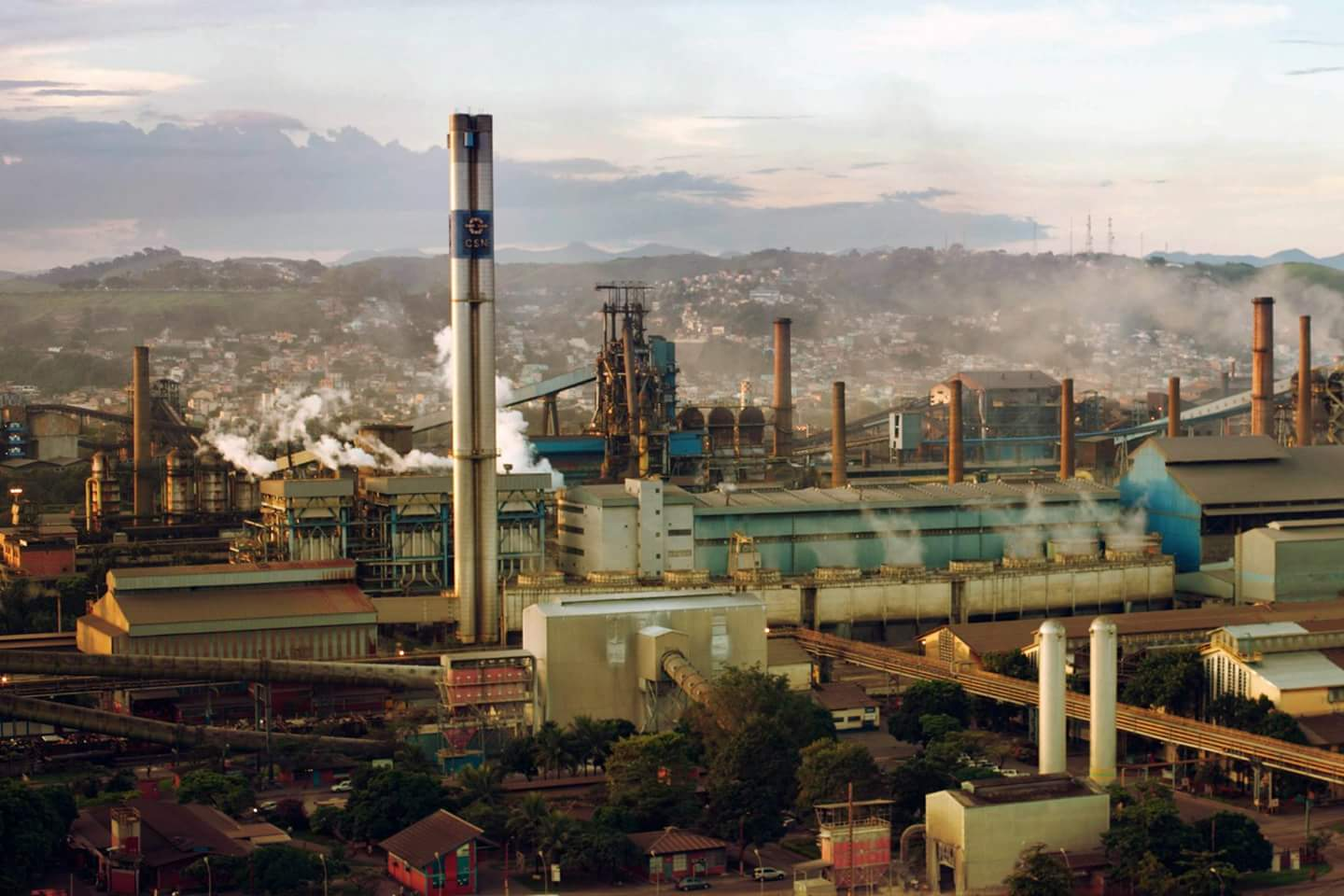
CSN, in Rio de Janeiro. Brazilië is een van de 10 grootste staalproducenten ter wereld

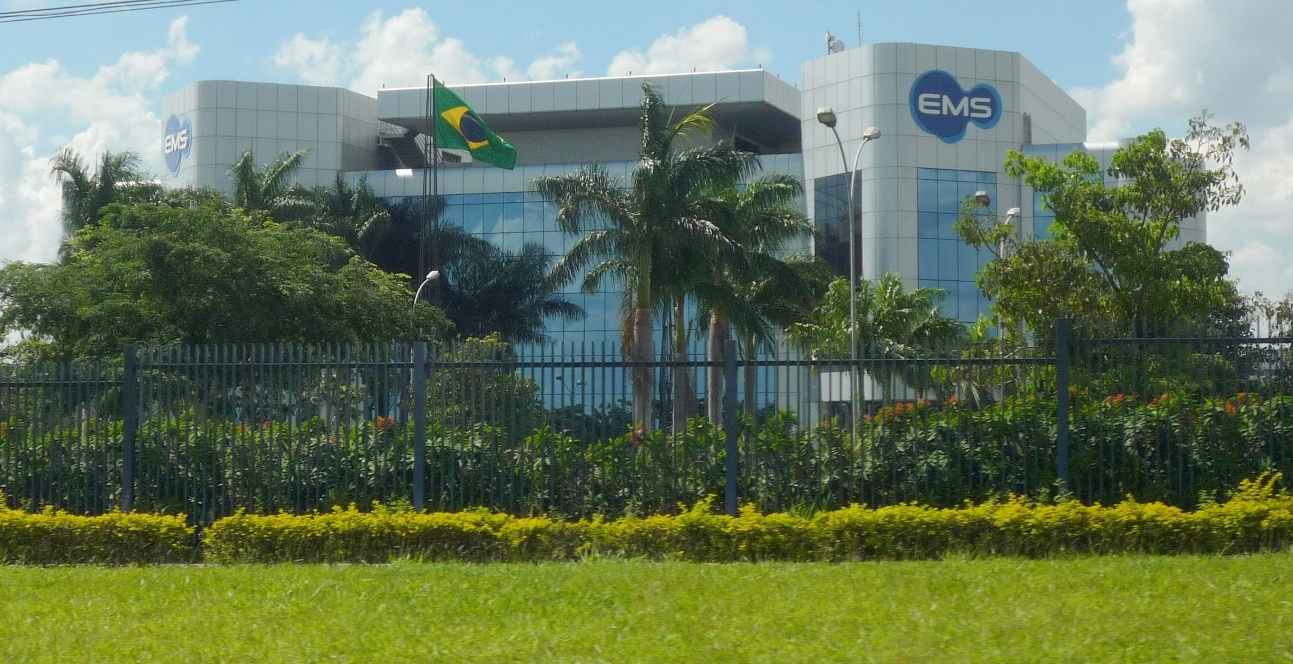
EMS in São Paulo, de grootste farmaceutische industrie van het land.

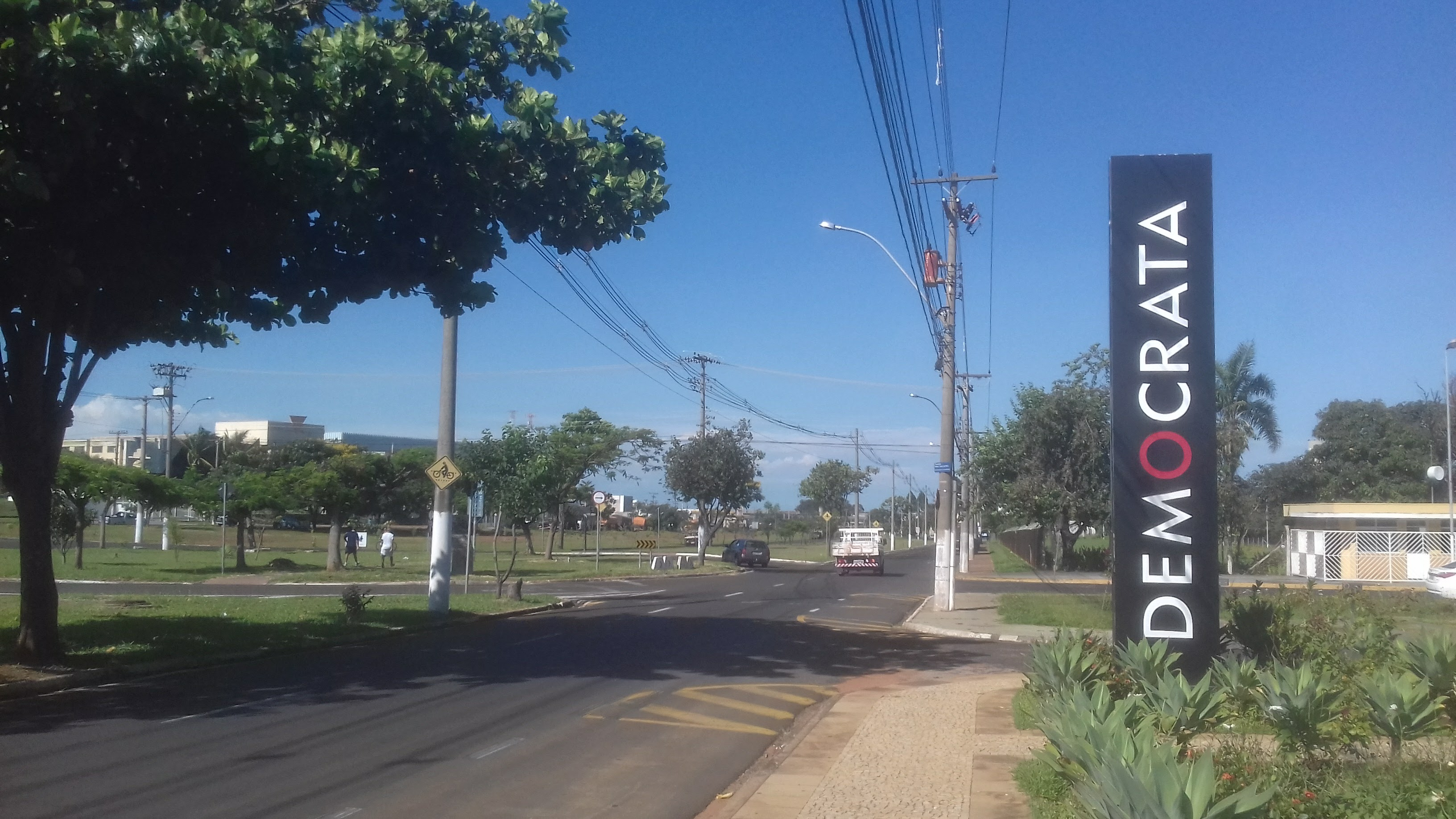
Schoenenfabriek in São Paulo, Brazilië, is de 4e grootste fabrikant ter wereld

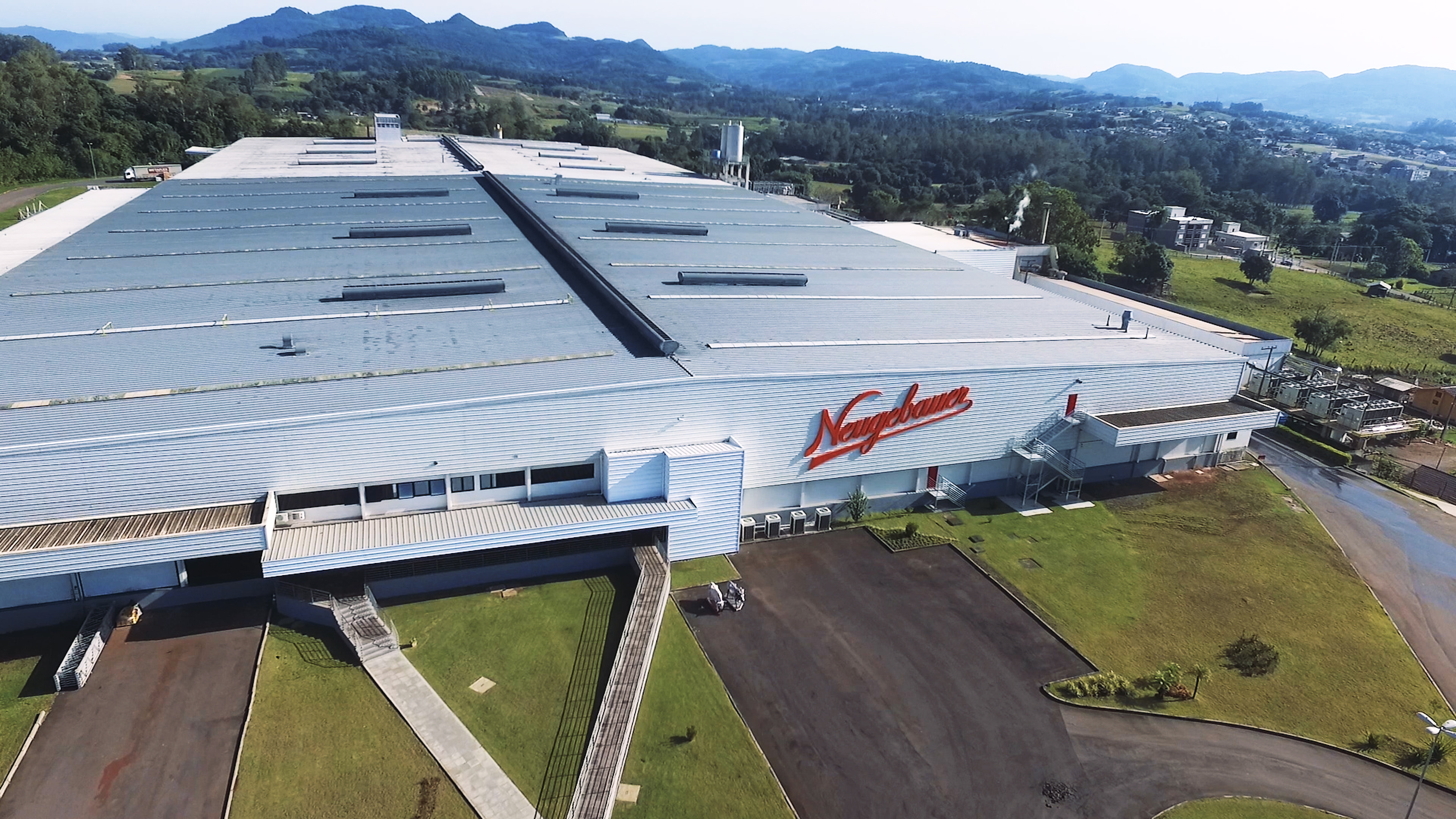
Chocolade-industrie in Rio Grande do Sul. Brazilië is de op een na grootste exporteur van bewerkte voedingsmiddelen ter wereld

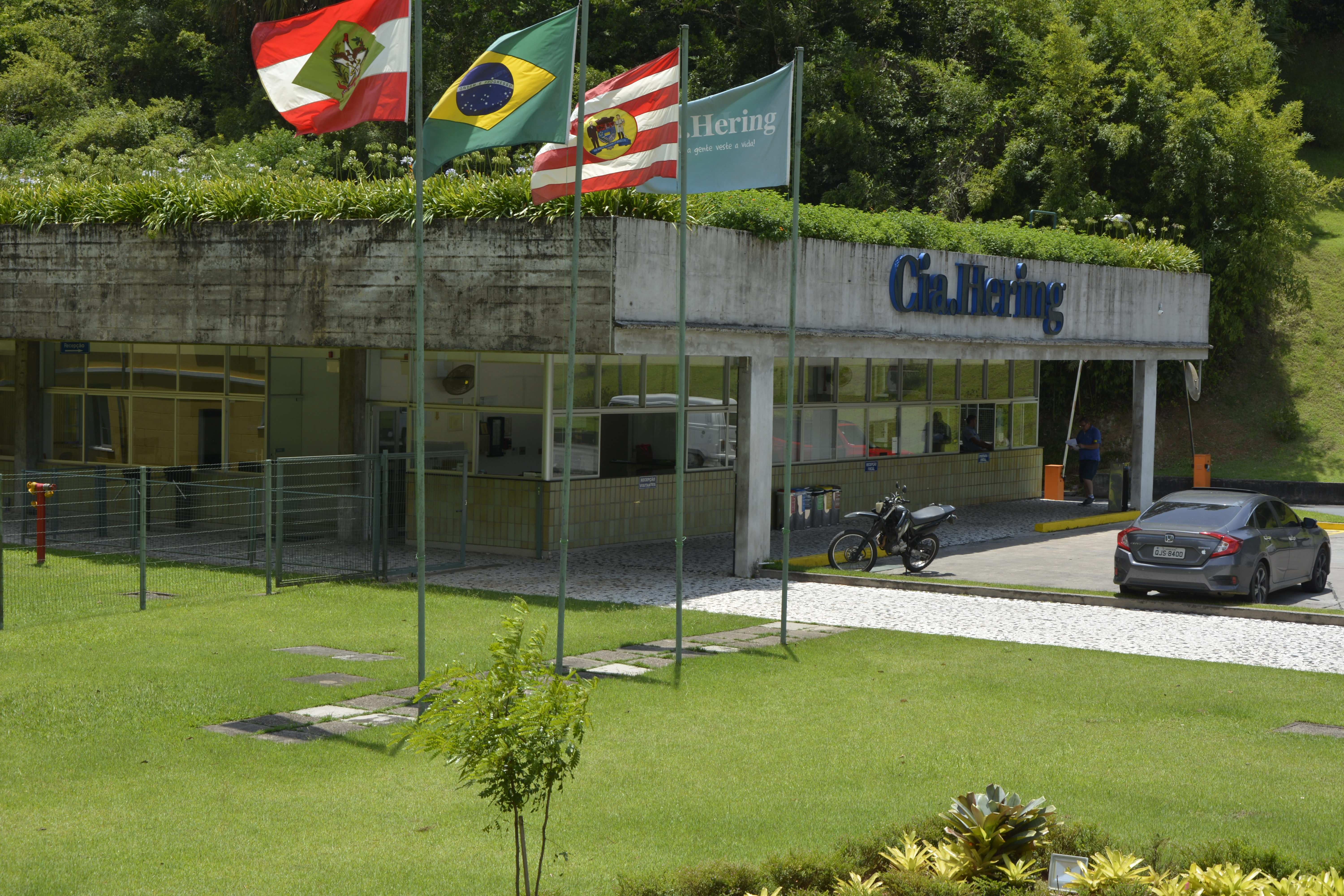
De textielindustrie in Santa Catarina, Brazilië, heeft een van de 5 grootste textielindustrieën ter wereld

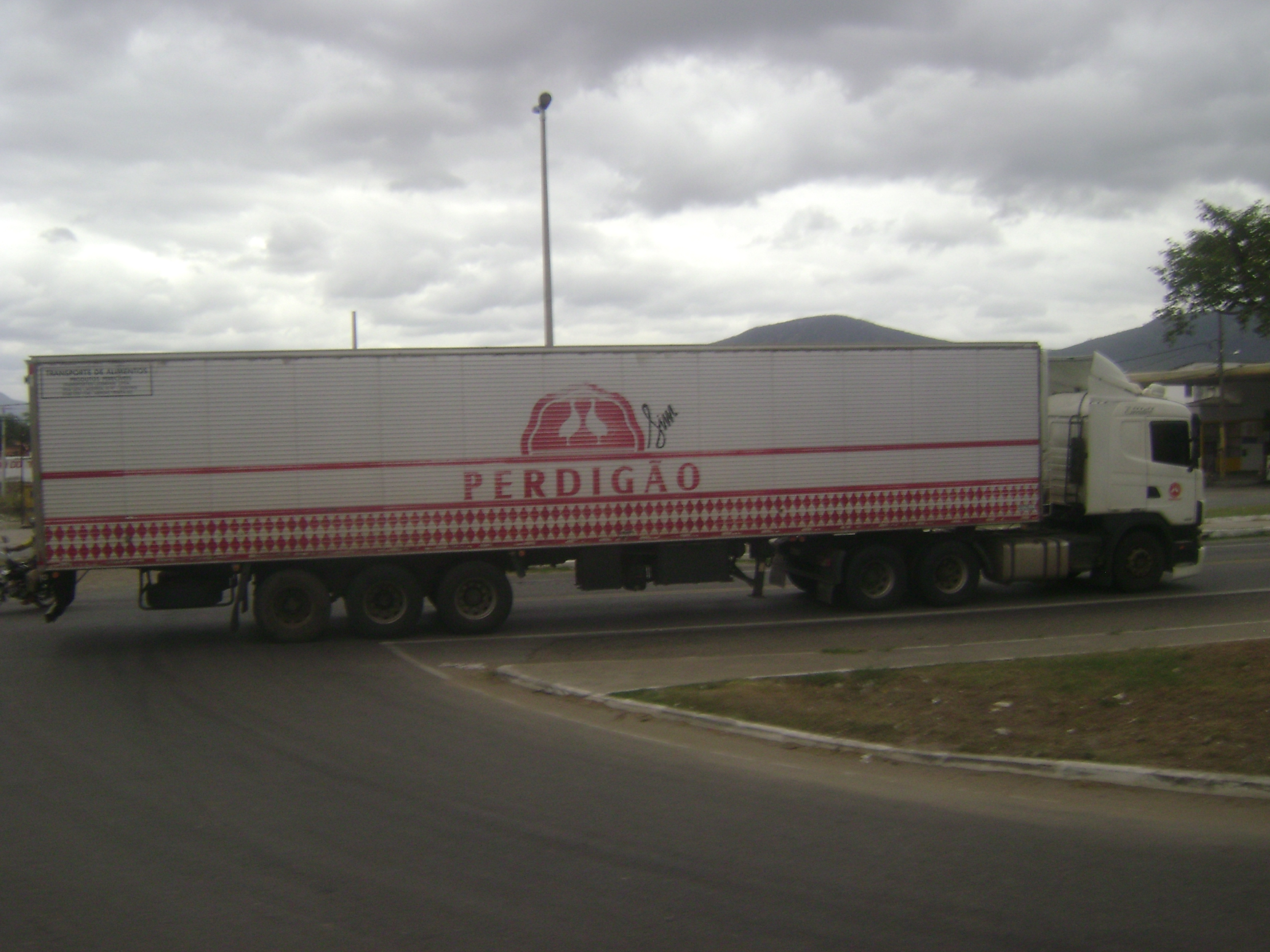
Vrachtwagen van een vleesbedrijf in Brazilië. Het land is een van 's werelds top 5 producenten van rundvlees, kip, varkensvlees en koemelk

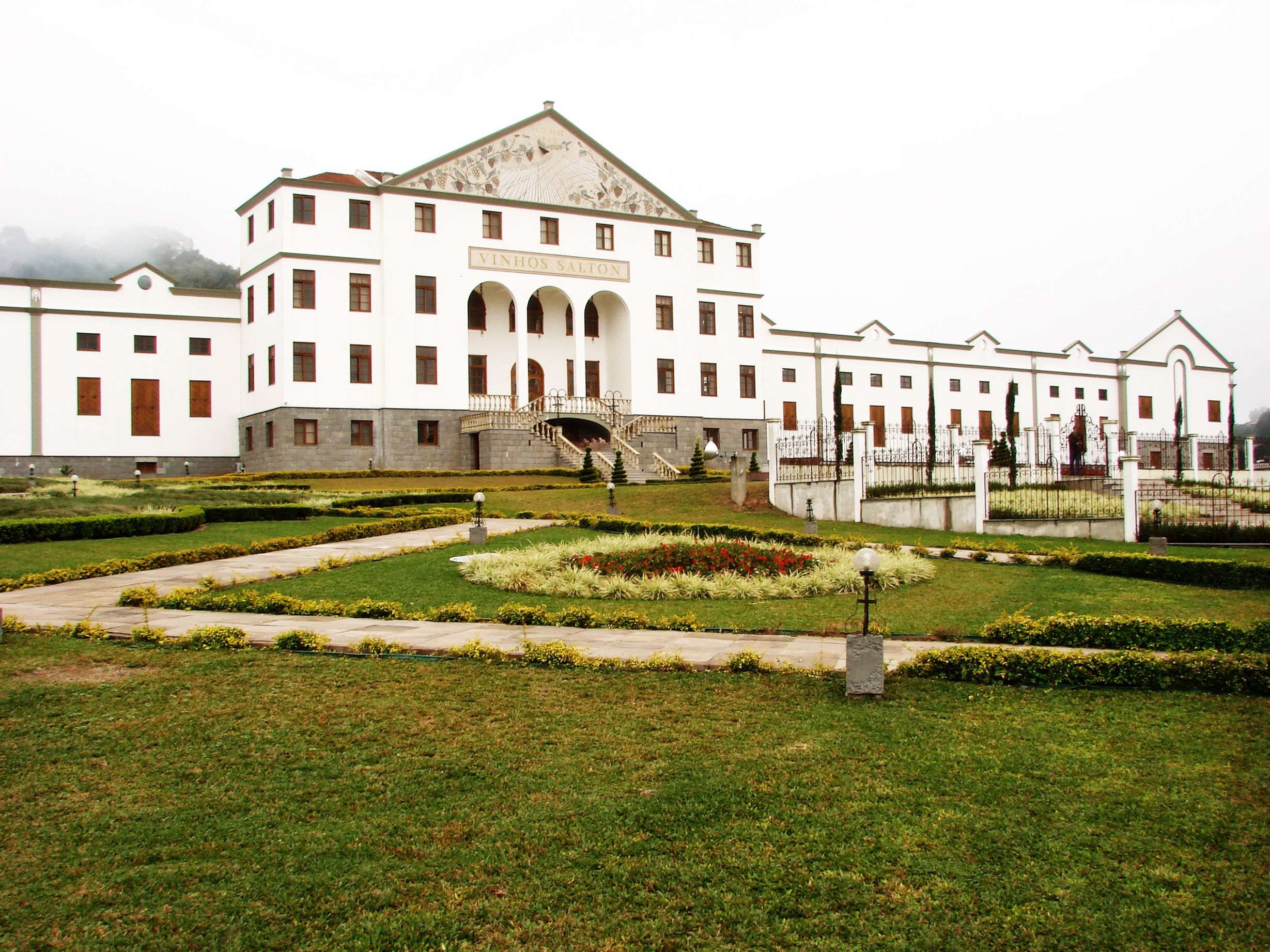
Wijnmakerij in Rio Grande do Sul. Het land is een van de 20 grootste druiven- en wijnproducenten ter wereld

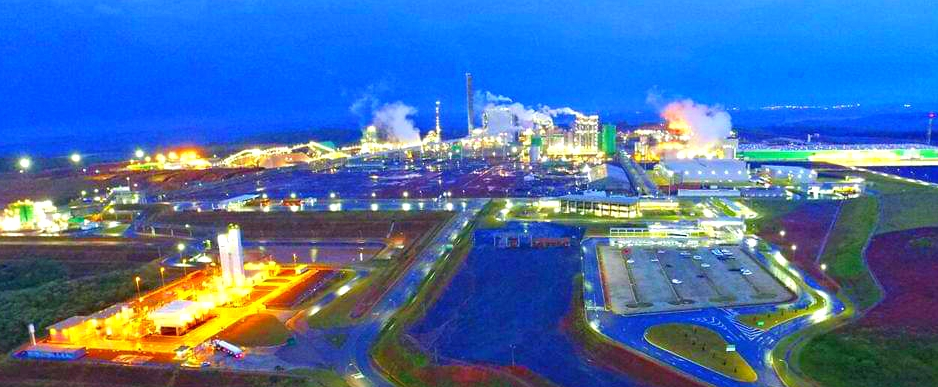
Klabin-complex in Paraná. Brazilië is de 2e producent van pulp en de 8e producent van papier

De economische groei in Brazilië steeg vooral heel sterk tijdens in de jaren 2004 tot 2013. Het profiteerde van de sterke wereldwijde vraag naar grondstoffen en energie. De prijzen van ertsen en olie stegen sterk waardoor het land fors verdiende aan de export. De hoge inflatie uit het begin van de jaren negentig was in 1998 weer volledig onder controle. In 2013 piekte het bbp per hoofd op US$ 13.200. De werkloosheid daalde en bereikte in 2014 een historisch laagtepunt. Mede door een halvering van de olieprijs en corruptieperikelen rondom de staatsoliemaatschappij Petrobras raakte het land in de economische problemen. De overheidsuitgaven en inkomsten liepen uit elkaar met een fors begrotingstekort en toenemende staatsschuld tot gevolg. In 2017 was het bbp per hoofd met een kwart gedaald ten opzichte van 2013. Er is veel handel met de Europese Unie, de Verenigde Staten, Argentinië en Japan.
Het grootste deel van de elektriciteit van Brazilië komt uit waterkracht. De Itaipu-waterkrachtcentrale is de grootste van het land en, na de Drieklovendam in China, de op een na grootste ter wereld. Brazilië bezit een uitgebreid, grotendeels onaangesproken, hydro-elektrisch potentieel, in het bijzonder in het bassin van de Amazone.
Brazilië heeft een eigen ruimtevaartprogramma (INPE).
In 2019 was Brazilië 's werelds grootste producent van: suikerriet, sojabonen, koffie en sinaasappelen, de 2e producent van papaja, de 3e producent van mais, tabak en ananas, de 4e producent van katoen en cassave, de 5e producent van kokos en citroen, de zesde producent van cacao en avocado, 9e producent van rijst, 10e producent van tomaat en 11e producent van druif en appel. Het land is ook een grote producent van banaan, maar bijna alle productie is voor binnenlandse consumptie. Ten slotte produceert Brazilië ook grote hoeveelheden gewone boon, pinda, aardappel, wortel, cashew, mandarijn, kaki, aardbei, guarana, guave, açaí, paranoot en yerba mate. Onder andere suikerriet wordt gebruikt voor de productie van suiker maar ook voor ethanol dat bedoeld is als biobrandstof.
In 2019 was het land 's werelds grootste exporteur van kippenvlees. Het was ook de op een na grootste producent van rundvlees, 's werelds derde grootste producent van melk, 's werelds vierde grootste producent van varkensvlees, en de zevende grootste producent van eieren in de wereld.
In de mijnbouw valt Brazilië op door de winning van ijzererts (waar het de tweede exporteur ter wereld is), koper, goud, bauxiet, mangaan (van deze laatste twee een van de 5 grootste producenten ter wereld), tin (een van de grootste producenten ter wereld), niobium (concentreert 98% van de reserves bekend bij de wereld) en nikkel. Met betrekking tot edelstenen is Brazilië 's werelds grootste producent van amethist, topaas, agaat en een van de belangrijkste producenten van toermalijn, smaragd, aquamarijn en granaat.
Brazilië is de industriële leider in Latijns-Amerika. In 2019 was het de op een na grootste exporteur van bewerkte voedingsmiddelen ter wereld. In 2016 was het land de op een na grootste producent ter wereld van cellulose en de 8e producent van papier. In de schoenen-industrie stond Brazilië in 2019 op de vierde plaats van de wereldproducenten. In 2019 was het land de achtste producent van voertuigen en de negende producent van staal van de wereld. In 2018 was de chemische industrie van Brazilië de 8e in de wereld. In de Textielindustrie is Brazilië, hoewel het in 2013 een van de 5 grootste producenten ter wereld was, nauwelijks geïntegreerd in de wereldhandel.
Volgens het IBGE bedroeg de representativiteit van de tertiaire sector (handel en diensten) 75,8% van het bbp van het land in 2018. De dienstensector was verantwoordelijk voor 60% van het BBP en de handel voor 13%. Het omvat een breed scala aan activiteiten: handel, accommodatie en catering, vervoer, communicatie, financiële diensten, onroerendgoedactiviteiten en diensten verleend aan bedrijven, openbaar bestuur (stadsreiniging, sanitaire voorzieningen, enz.) En andere diensten zoals onderwijs, sociale en gezondheidsdiensten, onderzoek en ontwikkeling, sportactiviteiten enz., aangezien het activiteiten omvat die complementair zijn aan andere sectoren.
Micro- en kleine bedrijven vertegenwoordigen 30% van het BBP van het land. In de commerciële sector vertegenwoordigen ze bijvoorbeeld 53% van het BBP binnen de activiteiten van de sector.

### Energie

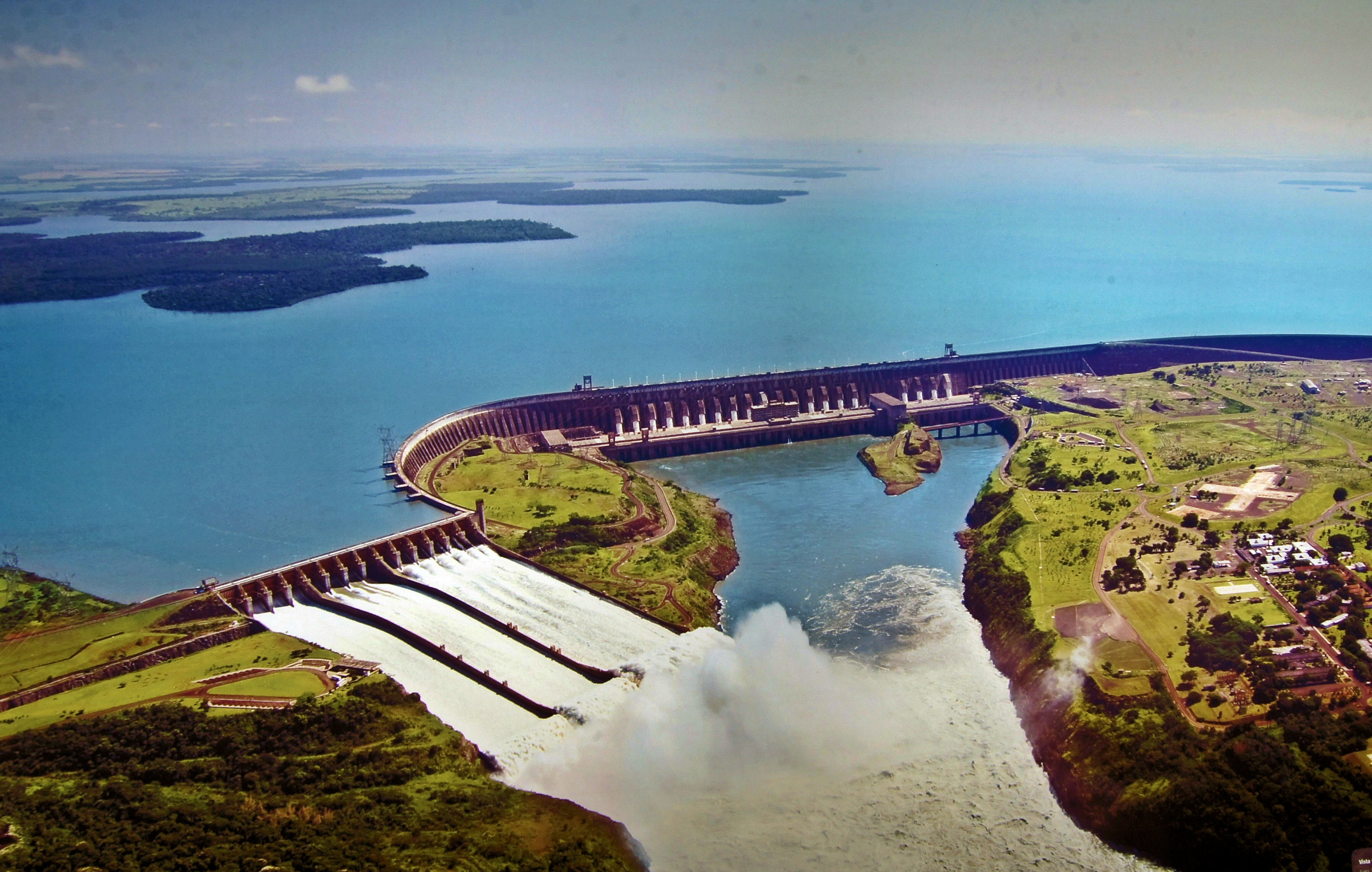
Luchtfoto van Itaipu-elektriciteitscentrale. Het land is een van de 5 grootste producenten van waterkracht ter wereld, met een extreem schone energiematrix

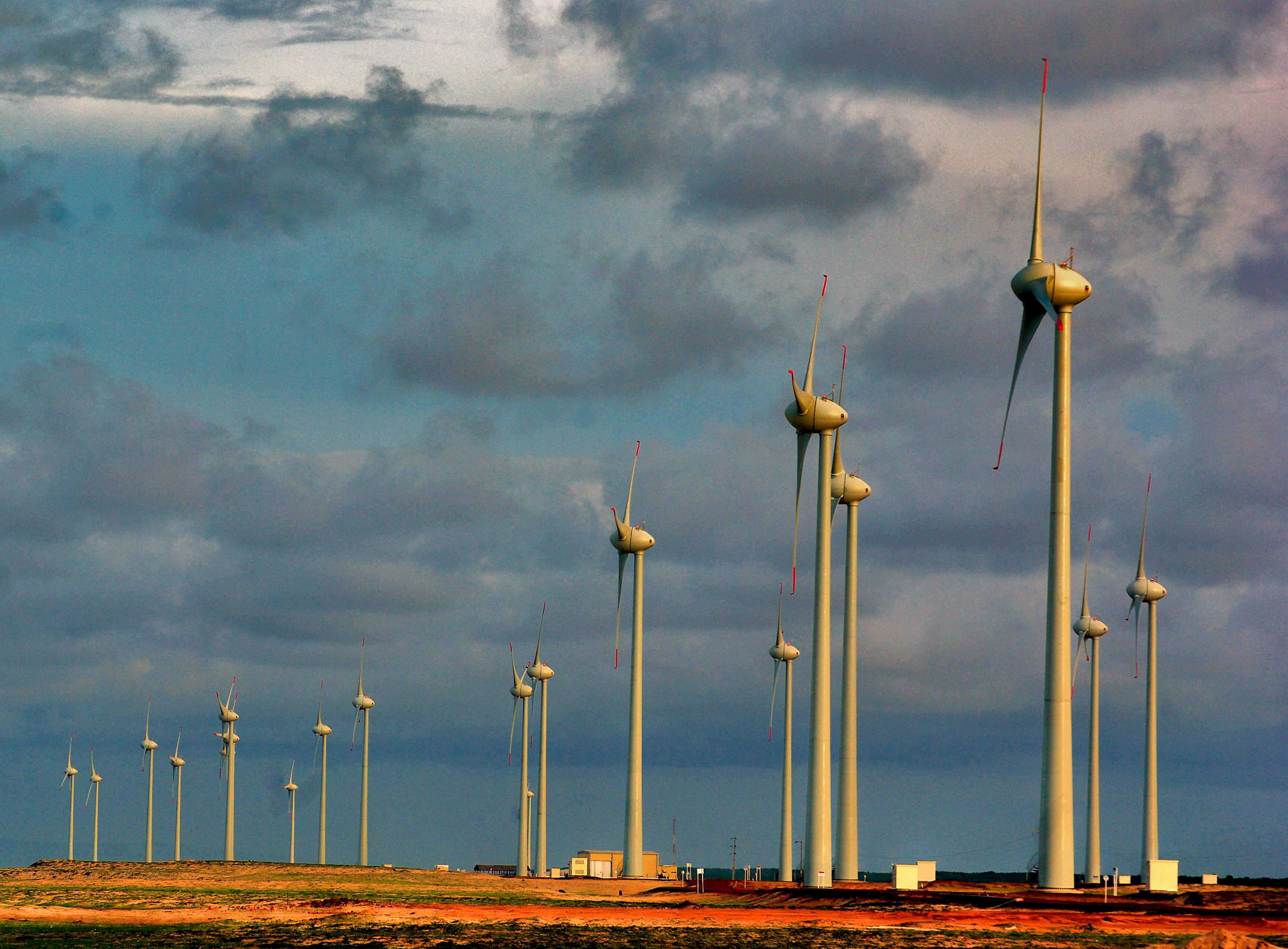
Windmolenparken in Piauí. Brazilië is een van de 10 grootste producenten van windenergie ter wereld

Het belangrijkste kenmerk van de Braziliaanse energiematrix is dat deze veel meer hernieuwbaar is dan de wereldwijde. Terwijl in 2019 de wereldmatrix slechts voor 14% uit hernieuwbare energiebronnen bestond, was die van Brazilië 45%. Olie en aardolieproducten vormen 34,3% van de matrix; suikerrietderivaten, 18%; hydraulische energie, 12,4%; aardgas, 12,2%; brandhout en kolen, 8,8%; verschillende hernieuwbare energiebronnen, 7%; minerale steenkool, 5,3%; nucleair, 1,4% en andere niet-hernieuwbare energiebronnen, 0,6%.
In de elektriciteitsmatrix is het verschil tussen Brazilië en de wereld nog groter: terwijl de wereld in 2019 slechts 25% hernieuwbare elektriciteit had, was dit in Brazilië 83%. De Braziliaanse elektriciteitsmatrix bestaat uit: hydraulische energie, 64,9%; biomassa, 8,4%; windenergie 8,6%; zonne-energie, 1%; aardgas, 9,3%; aardolieproducten, 2%; nucleair, 2,5%; steenkool en derivaten, 3,3%.
Brazilië produceerde 283 miljoen ton olie-equivalent (Mtoe) in 2016. (1 Mtoe = 11,63 TWh, miljard kilowattuur.) De grootste energiebronnen waren aardolie 47% en biomassa 30%. Dat was genoeg voor de energievoorziening, het  TPES (total primary energy supply): 284 Mtoe.
Van de energie ging ongeveer 60 Mtoe verloren bij conversie. 15 Mtoe werd gebruikt voor niet-energetische producten zoals smeermiddelen, asphalt en petrochemicaliën. Voor eindgebruikers resteerde 200 Mtoe waarvan 42 Mtoe = 490 TWh elektriciteit. In de periode 2012-2016 steeg de energieproductie 13%, vooral door meer olie. Het eindgebruik bleef ongeveer gelijk. Windenergie werd 6 maal meer en leverde 7% van de elektriciteit voor eindgebruikers in 2016. De uitstoot van kooldioxide was 417 megaton, dat is 2 ton per persoon, veel minder dan het wereldgemiddelde van 4,4 ton per persoon.
In de totale elektriciteitsopwekking bereikte Brazilië in 2019 170.000 megawatt geïnstalleerd vermogen, waarvan meer dan 75% uit hernieuwbare bronnen (waarvan de meeste waterkrachtcentrales). In 2019 vertegenwoordigde windenergie 9% van de in het land opgewekte energie. Brazilië is een van de 5 grootste producenten van hydro-elektrische energie ter wereld (tweede plaats in 2017), en het is een van de 10 grootste producenten van windenergie ter wereld (achtste plaats in 2019, met 2,4% van de wereldproductie). In 2020 was Brazilië ook het 14e land ter wereld in geïnstalleerde zonne-energie (7,8 GW) en het 2e land ter wereld in energieproductie uit biomassa (energieproductie uit vast en hernieuwbaar afval), met 15,2 GW geïnstalleerd.
Begin 2020 overschreed het land bij de olie- en aardgasproductie voor het eerst meer dan 4 miljoen vaten olie-equivalent per dag. In januari van dat jaar werden 3.168 miljoen vaten olie per dag en 138.753 miljoen kubieke meter aardgas gewonnen.

### Export
Grote exportproducten zijn vliegtuigen, elektrische apparaten, auto's, ethanol, textiel, schoeisel, ijzererts, staal, koffie, sinaasappelsap, sojabonen en suiker. Vliegtuigproducent Embraer is de op drie na grootste commerciële vliegtuigbouwer van de wereld. Zij is ook van belang voor de exportopbrengsten van Brazilië. In de export van olie is Brazilië de 22e van de wereld.
Brazilië hoort bij de top van de wereld als het gaat om exportproducten:
| Plaats op wereldranglijst | Exportproduct           |
| ------------------------- | ----------------------- |
| 1e                        | suiker                  |
| 1e                        | rundvlees               |
| 1e                        | koffie                  |
| 1e                        | sinaasappelsap          |
| 1e                        | (regionale) vliegtuigen |
| 2e                        | sojabonen               |
| 2e                        | kippenvlees             |
| 2e                        | schoenen                |
| 4e                        | staal                   |
| 5e                        | chemische producten     |

### Toerisme
Brazilië telt 21 inschrijvingen op de UNESCO-werelderfgoedlijst. Brazilië is een toeristische trekpleister, vooral de stad Rio de Janeiro.

## Verkeer en vervoer

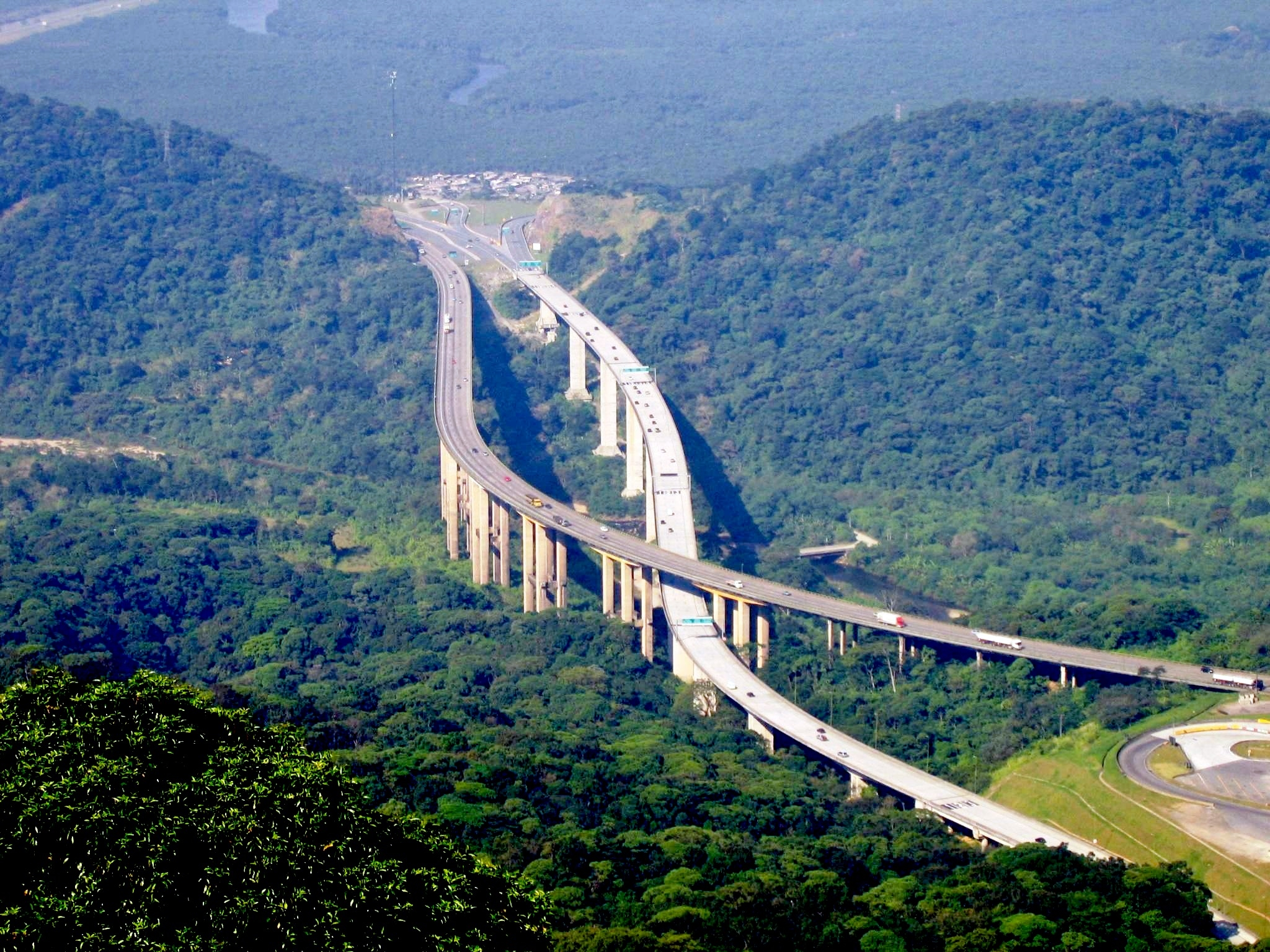
De Rodovia dos Imigrantes verbindt São Paulo met de kuststad Praia Grande

Het Braziliaanse transportsysteem bestaat uit een uitgebreid wegennet en relatief veel vliegvelden, aangevuld door een beperkt systeem van riviertransport en spoorvervoer. Het plan om een transportnetwerk te creëren dat het hele land met elkaar zou verbinden, ontstond tijdens de democratische periode, vooral tijdens de regeringen van Getúlio Vargas en Juscelino Kubitschek de Oliveira. Brazilië heeft grote autobouwers op zijn territorium, zoals Volkswagen, FIAT, Renault, Peugeot, Citroën, Chrysler, Mercedes-Benz, Hyundai en Toyota. Voorts heeft Brazilië 2.980 km pijplijnen voor ruwe olie; petroleum-producten 4.762 km; gas 4.246 km (1998).
Er zijn ongeveer 2.500 vliegvelden in Brazilië, landingsplaatsen inbegrepen. Het land beschikt na de Verenigde Staten over het grootste aantal luchthavens van de wereld. De luchthavens van São Paulo, Congonhas en Guarulhos zijn de grootste en drukste van het land. Dit ligt voor een groot deel aan het feit dat de luchthaven van São Paulo verbindingen onderhoudt met bijna alle grote steden van de wereld. Brazilië beschikt over 35 internationale luchthavens en 2464 regionale luchthavens. In Rio de Janeiro ligt het derde belangrijke internationale vliegveld, Galeão.
Brazilië heeft meer dan 1,7 miljoen km aan wegen, waarvan 215.000 km verhard, en ongeveer 14.000 km wegen met gescheiden rijbanen. De twee belangrijkste snelwegen in het land zijn BR-101 en BR-116. Snelwegen zijn de belangrijkste optie voor passagiersverkeer en goederenverkeer op de langere afstand. Sinds het begin van de republiek hebben de overheden altijd voorrang gegeven aan het transport over de weg, ten koste van het transport per spoor en via waterwegen. De president Juscelino Kubitschek de Oliveira (1956-1960) was een belangrijke stimulator van de bouw van snelwegen. Kubitscheck zorgde ook voor de komst van grote autobouwers naar het land: Volkswagen, Ford en General Motors vestigden fabrieken in Brazilië tijdens zijn presidentschap, en de bouw van snelwegen was hiertoe een grote stimulans.

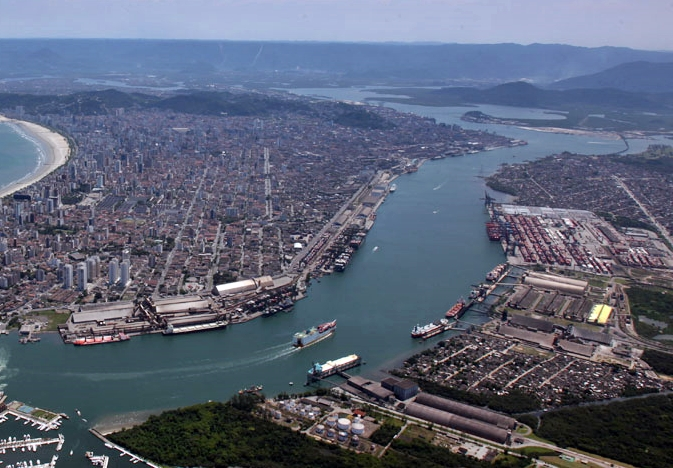
De haven van Santos is de grootste containerhaven van Latijns-Amerika

Brazilië beschikt over circa 27.882 km (1.122 km elektrisch) aan spoorwegen. Geleidelijk probeert de overheid, anders dan in het verleden, nieuwe mogelijkheden tot transport te stimuleren, waaronder vooral het spoornet. Een voorbeeld van deze stimulans is het project van de hogesnelheidstrein Rio-São Paulo, een bullet train die de twee voornaamste metropolen van het land zal verbinden. Het Braziliaanse spoornet heeft internationale verbindingen met Argentinië via Uruguaiana, met Bolivia via Corumbá en met Uruguay via Santana do Livramento en Jaguarão.
Brazilië had ongeveer honderd tramsystemen. Anno 2015 zijn er een aantal oude (veelal toeristische) tramlijnen in bedrijf in Belém, Campinas, Campos de Jordão, Itatinga, Rio de Janeiro en Santos. De volgende steden beschikken over een metro: Belo Horizonte, Brasilia, Porto Alegre, Recife, Rio de Janeiro, São Paulo en Fortaleza.
Brazilië telt ongeveer 50.000 km bevaarbare waterwegen en 37 grote havens, waarvan die van Santos de grootste algemene haven is. Hier werd in 2012 zo’n 90 miljoen ton aan lading verwerkt, waarvan ongeveer een derde containers. Twee havens die specifiek zijn ingericht voor de overslag van ijzererts zijn net groter, allebei met een jaarlijkse overslag van ruim 100 miljoen ton. Dit zijn Porto de Tubarão in Espírito Santo en Ponta da Madeira in de Noord-Braziliaanse deelstaat Maranhão. In 2012 werd in totaal 900 miljoen ton in de Braziliaanse havens verwerkt. Havens zijn onder andere te vinden in Belém, Fortaleza, Ilhéus, Imbituba, Manaus, Paranaguá, Porto Alegre, Recife, Rio de Janeiro, Rio Grande, Salvador, São Sebastião, Vitória en Itajaí.

## Cultuur

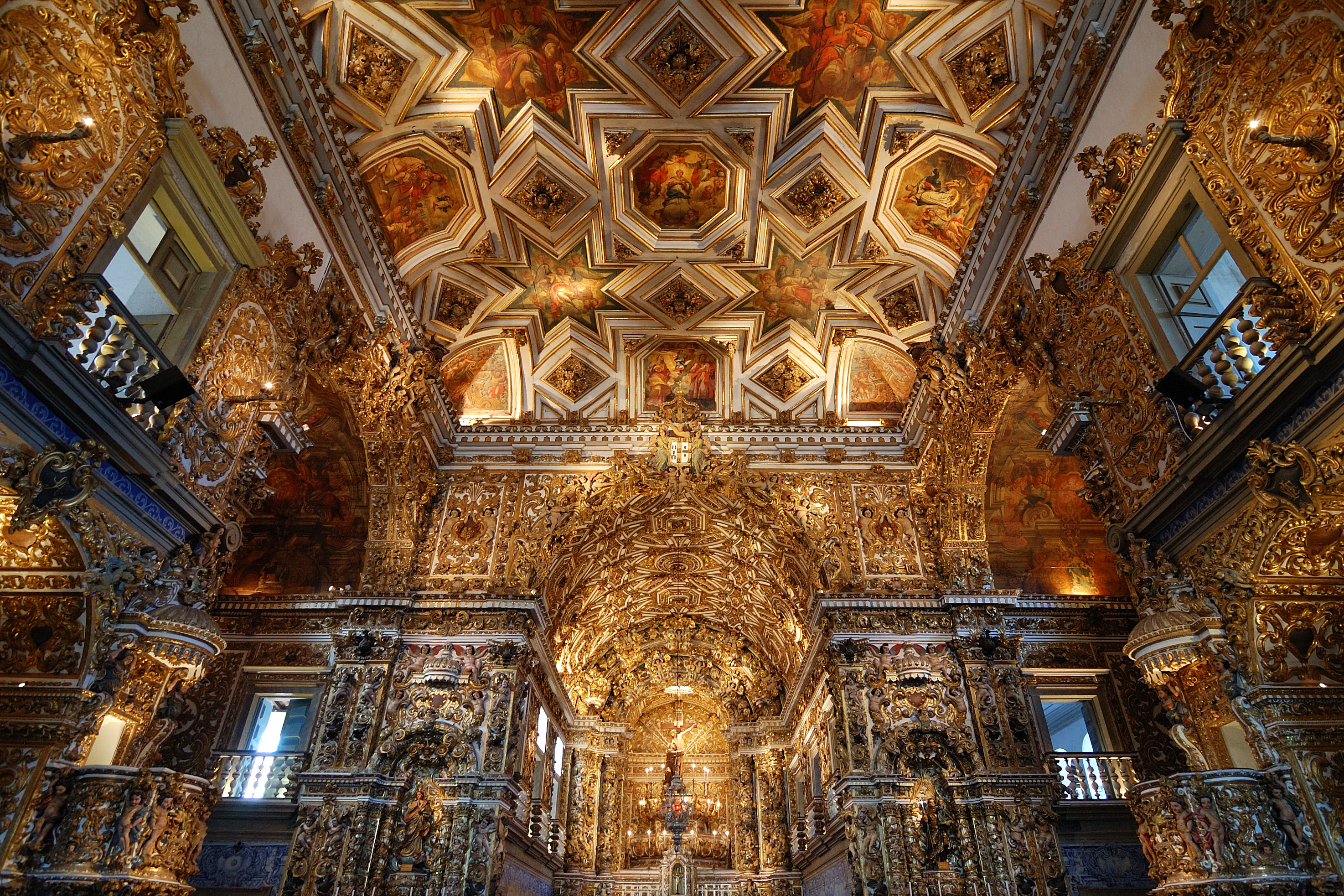
De kerk van Igreja de São Francisco in Salvador, een van de rijkste expressies van de Braziliaanse barok

De cultuur van Brazilië is als voormalig onderdeel van de Portugese koloniën sterk beïnvloed door de Portugese cultuur. De Portugezen introduceerden onder andere het Portugees, de Rooms-Katholieke Kerk en de Manuelstijl in de architectuur. De cultuur werd daarnaast echter ook sterk beïnvloed door etnische groepen uit Afrika, de inheemse Braziliaanse bevolkingsgroepen en door diverse andere niet Portugese Europese culturen en tradities.
Enkele aspecten van de Braziliaanse cultuur werden beïnvloed door de bijdragen van Italiaanse, Duitse en andere Europese immigranten, evenals Japanse, Joodse en Arabische immigranten die in groten getale aankwamen in het zuiden en zuidoosten van Brazilië. Zowel de inheemse indianen als de Afrikanen beïnvloedden de taal, keuken, muziek, dans en religie.